# Servicios médicos de urgencia

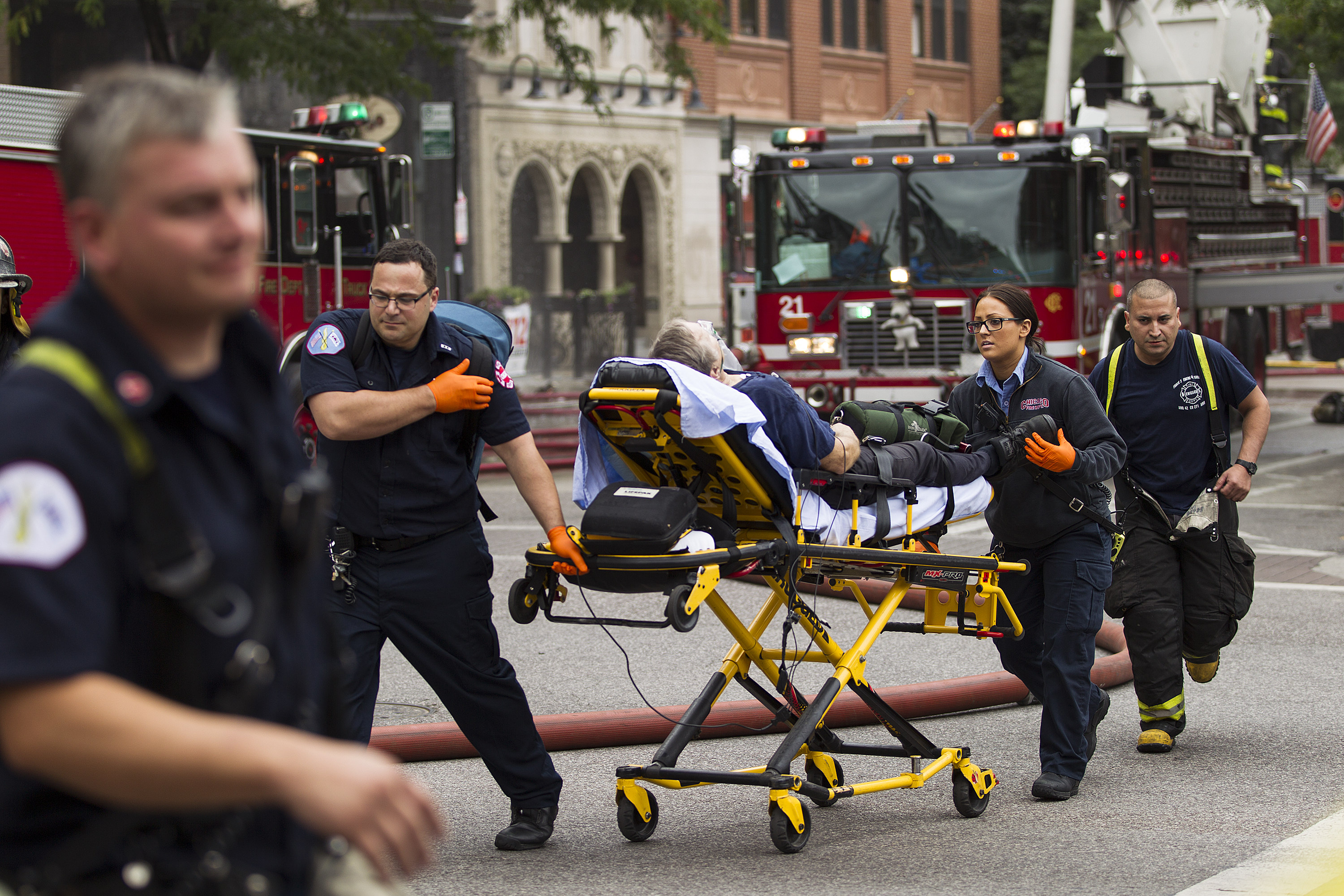
Paramédicos del Departamento de Bomberos de Chicago transportando a un paciente en una camilla

Los servicios médicos de urgencia (SEM), también conocidos como servicios de ambulancia, atención prehospitalaria o servicios paramédicos, son servicios de emergencia que proporcionan tratamiento prehospitalario urgente y estabilización para enfermedades y lesiones graves y transporte a la atención definitiva. También pueden ser conocidos como escuadrón de primeros auxilios, escuadrón FAST,escuadrón de emergencias, escuadrón de ambulancias,cuerpo de ambulancias,escuadrón de vida o por otras iniciales como EMAS o EMARS.

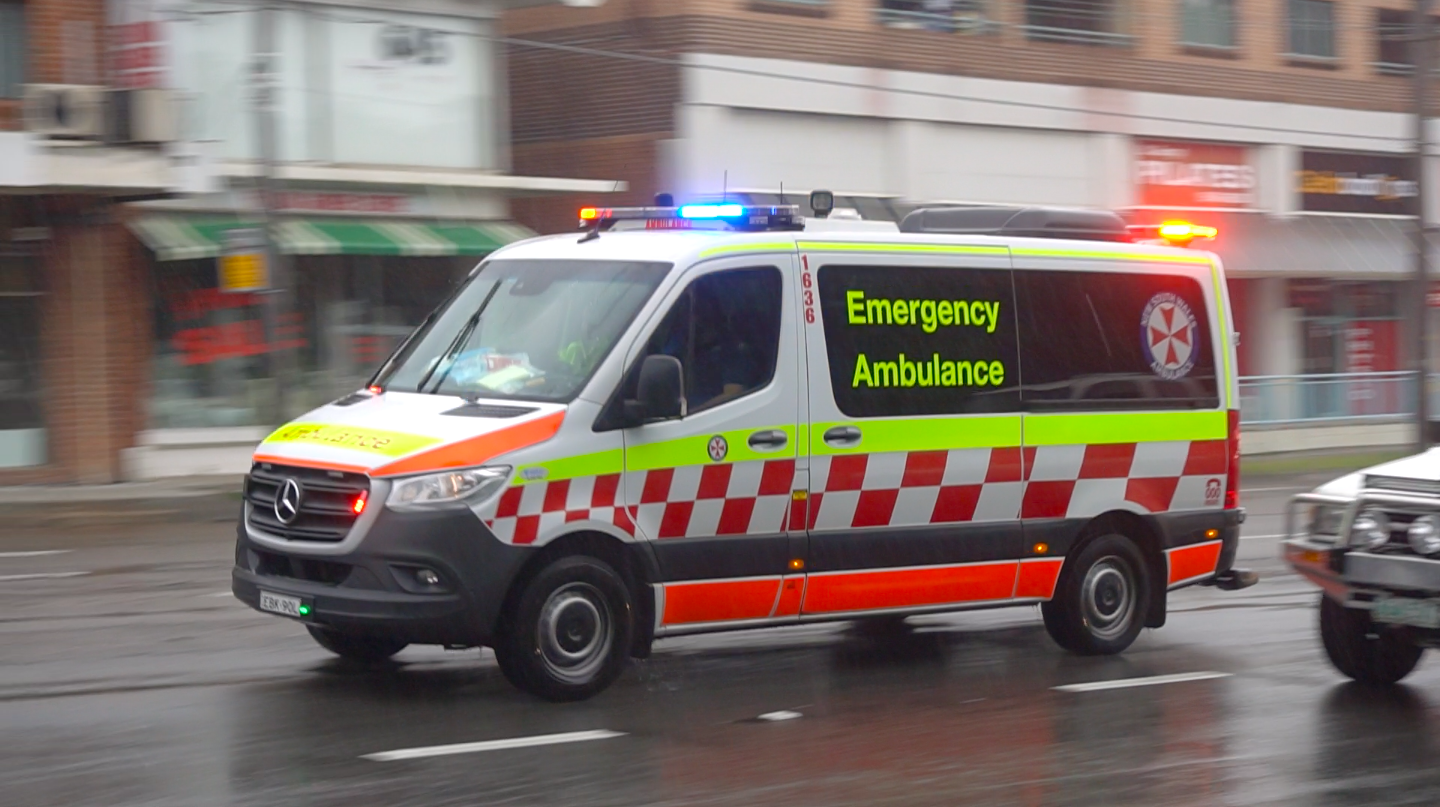
Una unidad de servicios médicos de emergencia de ambulancia de Nueva Gales del Sur responde a una llamada de servicio

En la mayoría de los lugares, los ciudadanos (así como los centros médicos, otros servicios de emergencia, empresas y autoridades) pueden llamar a los SME a través de un número de teléfono de emergencias (como el 911 en Estados Unidos) que les pone en contacto con un centro de distribución, que enviará los recursos adecuados para la llamada.Las ambulancias son los principales vehículos para la prestación de los SME, aunque también se pueden utilizar coches patrulla, motocicletas, aviones, barcos, bomberos y otros. Los servicios de emergencias también pueden ofrecer un servicio de transporte de pacientes no urgente, y algunos cuentan con brigadas de rescate para prestar servicios de rescate técnico o de búsqueda y salvamento.
Cuando se envía un EMS, se iniciará la atención médica al llegar al lugar. Si se considera necesario o el paciente solicita transporte, la unidad se encarga de trasladar al paciente al siguiente punto de atención, normalmente el servicio de urgencias de un hospital. Históricamente, las ambulancias sólo transportaban a los pacientes para que recibieran asistencia, y así sigue siendo en algunas partes del mundo en desarrollo. El término "servicio médico de urgencias" se popularizó cuando estos servicios empezaron a hacer hincapié en el tratamiento de urgencias en el lugar de los hechos. En algunos países, una parte sustancial de las llamadas de los SEM no terminan con el traslado del paciente al hospital.
Los niveles de formación y cualificación de los miembros y empleados de los servicios médicos de urgencia varían mucho en todo el mundo. En algunos sistemas, puede haber miembros cualificados sólo para conducir ambulancias, sin formación médica. En cambio, la mayoría de los sistemas cuentan con personal que conserva al menos certificaciones básicas de primeros auxilios, como el soporte vital básico (SVB). En los países anglosajones, se les conoce como técnicos de emergencias médicas (EMT) y paramédicos, estos últimos con formación adicional como soporte vital avanzado (SVA). Los médicos y enfermeros también pueden prestar asistencia prehospitalaria en diversos grados en algunos países, un modelo que es popular en Europa.

## Historia

### Precursores
La atención de urgencias sobre el terreno se ha prestado de distintas formas desde el principio de la historia. El Nuevo Testamento contiene la parábola del Buen Samaritano, en la que un hombre que ha sido golpeado es atendido por un samaritano que pasaba por allí. Lucas 10:34 (NVI) - "Se acercó a él y le vendó las heridas, echándole aceite y vino. Luego montó al hombre en su propio asno, lo llevó a una posada y cuidó de él". Durante la Edad Media, los Caballeros Hospitalarios eran conocidos por prestar asistencia a los soldados heridos en el campo de batalla.

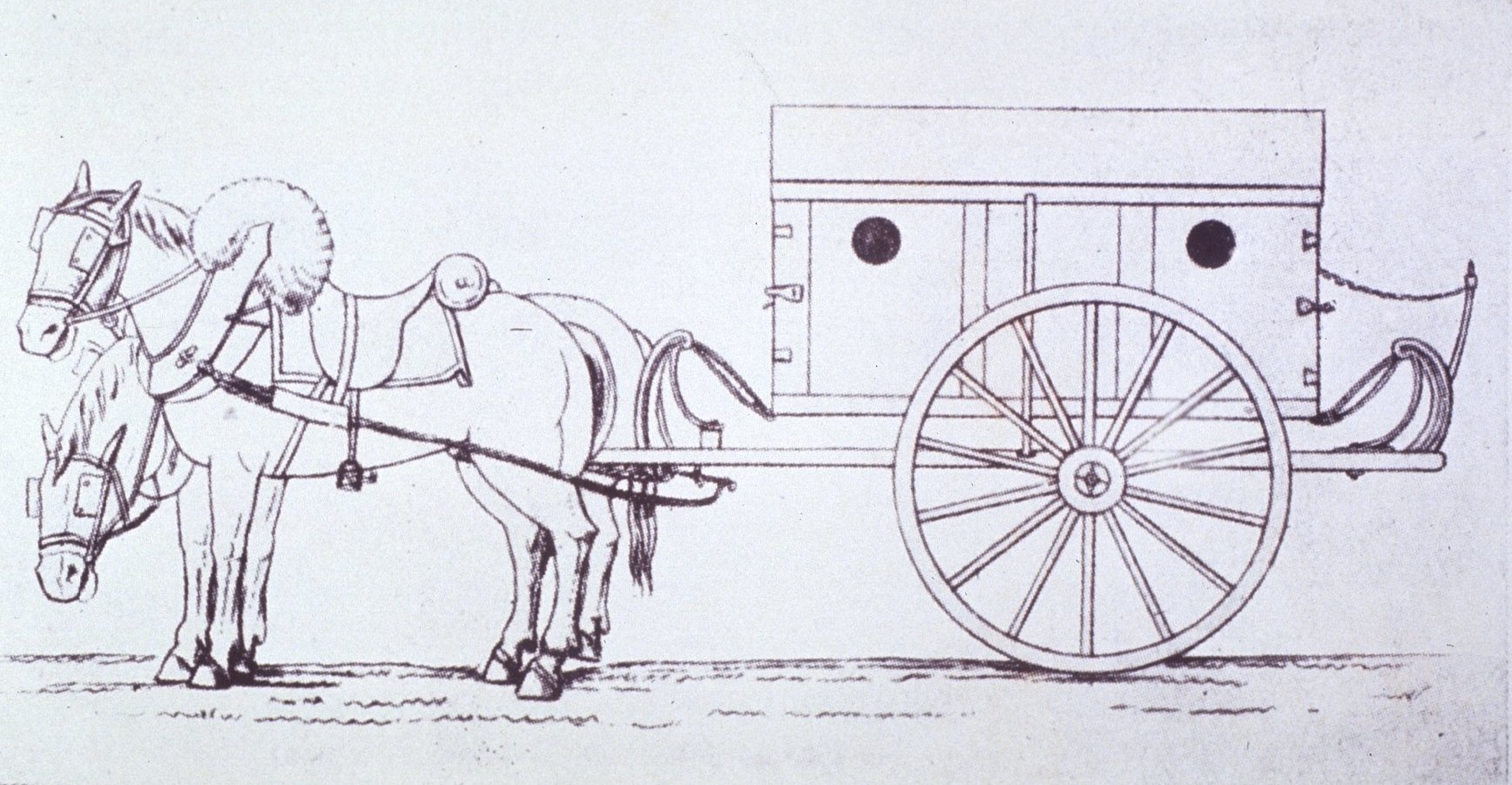
Un dibujo de una de las ambulancias volantes de Larrey

El primer uso de la ambulancia como vehículo especializado, en batalla, se produjo con las ambulancias volantes diseñadas por Dominique Jean Larrey (1766-1842), cirujano jefe de Napoleón Bonaparte. Larrey asistió a la batalla de Spires, entre franceses y prusianos, y preocupado por el hecho de que los soldados heridos no fueran recogidos por las numerosas ambulancias (que Napoleón obligaba a estacionar a dos millas y media del lugar de la batalla) hasta después del cese de las hostilidades, se dedicó a desarrollar un nuevo sistema de ambulancias. Decidido a no utilizar el sistema normando de literas de caballos, optó por carros de dos o cuatro ruedas tirados por caballos, que se utilizaban para transportar a los soldados caídos del campo de batalla (activo) después de haber recibido tratamiento temprano en el campo de batalla.Los proyectos de Larrey de "ambulancias volantes" fueron aprobados por primera vez por el Comité de Seguridad Pública en 1794. Posteriormente, Larrey entró al servicio de Napoleón durante las campañas italianas de 1796, donde sus ambulancias se utilizaron por primera vez en Udine, Padua y Milán, y adaptó sus ambulancias a las condiciones, desarrollando incluso una litera que podía ser transportada por un camello para una campaña en Egipto.

### Primeras ambulancias civiles
Se produjo un gran avance (que en los años venideros llegaría a conformar la política sobre hospitales y ambulancias) con la introducción de un carruaje de transporte para enfermos de cólera en Londres durante 1832.El proceso curativo comienza en el instante en que el paciente es introducido en el carruaje; se ahorra tiempo que puede dedicarse al cuidado del paciente; el paciente puede ser conducido al hospital tan rápidamente que los hospitales pueden ser menos numerosos y estar situados a mayor distancia unos de otros"Este principio de que las ambulancias proporcionan atención instantánea, permitiendo que los hospitales estén más separados, se muestra en la planificación médica de emergencia moderna.

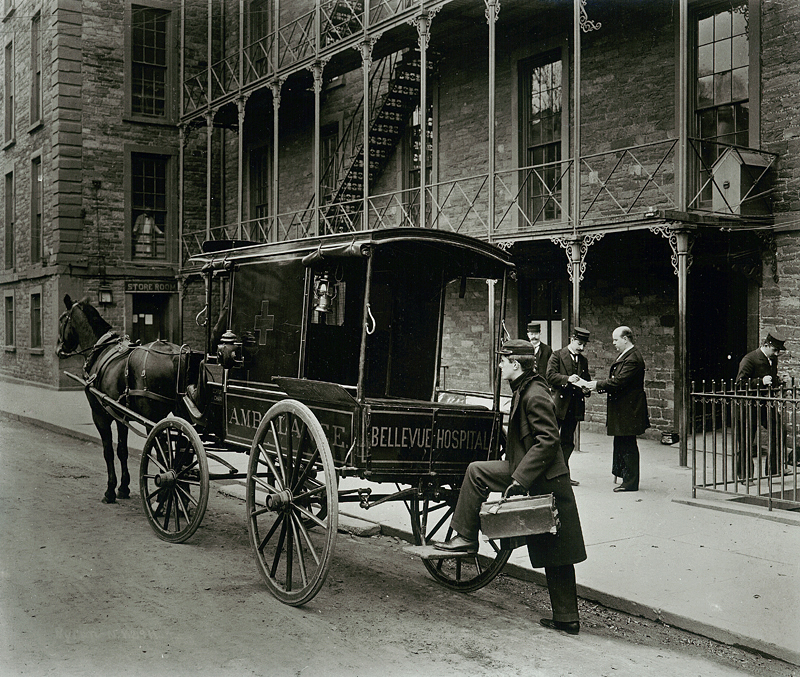
Una ambulancia tirada por caballos del Hospital Bellevue en la ciudad de Nueva York, 1895

El primer servicio de ambulancias hospitalario conocido funcionó en el Commercial Hospital de Cincinnati, Ohio (actual Cincinnati General), en 1865, y pronto le siguieron otros servicios, en particular el de Nueva York, prestado desde el Bellevue Hospital, que comenzó en 1869 con ambulancias que transportaban material médico, como férulas, un lavado de estómago, morfina y brandy, reflejo de la medicina contemporánea.
Jaromir V. Mundy, el conde J. N. Wilczek y Eduard Lamezan-Salins fundaron en Viena otro de los primeros servicios de ambulancias tras el desastroso incendio del Ringtheater de Viena en 1881. Bautizada como "Sociedad Voluntaria de Salvamento de Viena", sirvió de modelo para sociedades similares de todo el mundo.
En junio de 1887 se creó la Brigada de Ambulancias de San Juan para prestar servicios de primeros auxilios y ambulancias en actos públicos en Londres, siguiendo el modelo de una estructura de mando y disciplina de tipo militar.

### Motorización

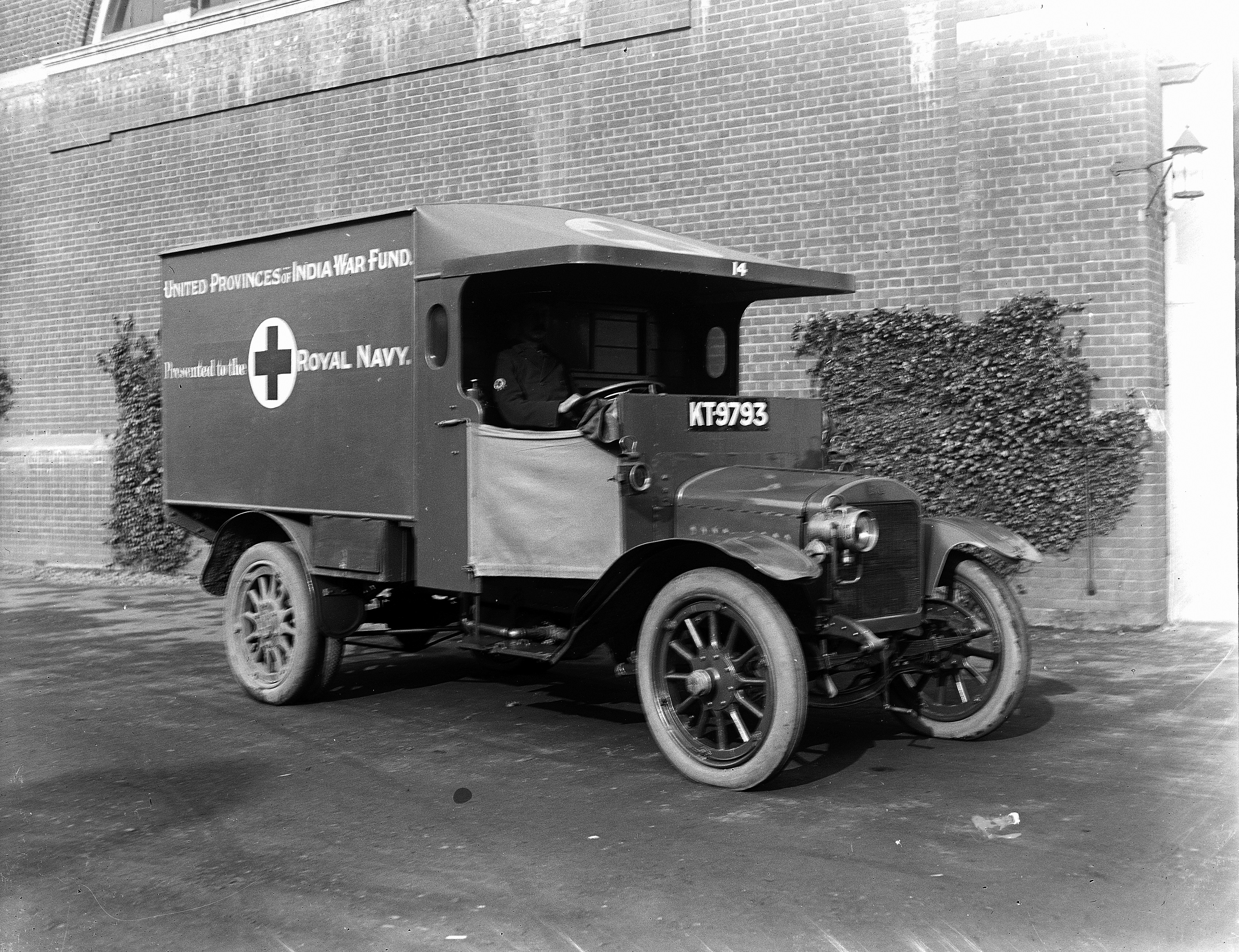
Una ambulancia de la Marina Real durante la Primera Guerra Mundial

También a finales del siglo XIX se estaba desarrollando el automóvil y, además de los modelos tirados por caballos, las ambulancias de principios del siglo XX funcionaban con vapor, gasolina y electricidad, reflejando las tecnologías automovilísticas competidoras que existían entonces. Sin embargo, la primera ambulancia motorizada entró en servicio en el último año del siglo XIX: el Hospital Michael Reese de Chicago recibió la primera ambulancia automóvil, donada por 500 destacados empresarios locales, en febrero de 1899, seguida en 1900 por la de Nueva York, que ensalzó sus virtudes de mayor velocidad, más seguridad para el paciente, paradas más rápidas y un desplazamiento más suave. Estas dos primeras ambulancias automotrices estaban propulsadas eléctricamente con motores de 2 CV en el eje trasero.
Durante la Primera Guerra Mundial, se realizaron nuevos avances en la prestación de cuidados antes y durante el transporte; las férulas de tracción se introdujeron durante la guerra y se descubrió que tenían un efecto positivo sobre la morbilidad y la mortalidad de los pacientes con fracturas de pierna. Las radios bidireccionales estuvieron disponibles poco después de la Primera Guerra Mundial, lo que permitió un envío por radio más eficaz de las ambulancias en algunas zonas. Antes de la Segunda Guerra Mundial, había algunas zonas en las que una ambulancia moderna llevaba equipos médicos avanzados, estaba atendida por un médico y se enviaba por radio. En muchos lugares, sin embargo, las ambulancias eran coches fúnebres, el único vehículo disponible que podía transportar a un paciente tumbado, por lo que a menudo eran gestionadas por funerarias. Estos vehículos, que podían servir para ambos propósitos, se conocían como coches combinados.
Antes de la Segunda Guerra Mundial, los hospitales prestaban el servicio de ambulancias en muchas grandes ciudades. Con la grave escasez de mano de obra impuesta por la guerra, muchos hospitales tuvieron dificultades para mantener su servicio de ambulancias. En muchos casos, los gobiernos municipales transfirieron el servicio de ambulancias a la policía o a los bomberos. Ninguna ley exigía una formación mínima para el personal de ambulancias y no existían programas de formación más allá de los primeros auxilios básicos. En muchos departamentos de bomberos, la asignación al servicio de ambulancias se convirtió en una forma no oficial de castigo. 

### Surgimiento del SME moderno

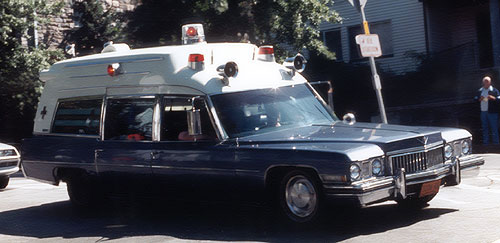
Una ambulancia Cadillac Miller-Meteor de 1973. Observe el techo elevado, con más espacio para los asistentes y los pacientes

Los avances de la década de 1960, especialmente el desarrollo de la reanimación cardiopulmonar y la desfibrilación como forma estándar de atención a la parada cardiaca extrahospitalaria, junto con los nuevos productos farmacéuticos, provocaron cambios en las tareas de las ambulancias. En Belfast (Irlanda del Norte), la primera ambulancia móvil experimental de cuidados coronarios reanimó con éxito a pacientes utilizando estas tecnologías. Freedom House Ambulance Service fue el primer servicio médico de urgencias civil de Estados Unidos en contar con paramédicos, todos ellos afroamericanos.
Un informe muy conocido en Estados Unidos durante esa época fue Accidental Death and Disability: La enfermedad olvidada de la sociedad moderna, también conocido como El Libro Blanco. Estos estudios presionaron a los gobiernos para que mejoraran la atención de urgencias en general, incluida la prestada por los servicios de ambulancias. Los informes gubernamentales dieron lugar a la creación de normas en la construcción de ambulancias relativas a la altura interior de la zona de atención al paciente (para permitir que un cuidador siguiera atendiendo al paciente durante el transporte), y al equipamiento (y por tanto el peso) que debía llevar una ambulancia, y varios factores más.
En 1971 se publicó un informe de situación en la reunión anual, realizado por el entonces presidente de la Asociación Americana de Traumatología, Sawnie R. Gaston M.D. El Dr. Gaston informó de que el estudio era un "magnífico libro blanco" que "sacudió y despertó toda la estructura de la medicina organizada". Este informe se crea como un "motor principal" e hizo la "mayor contribución individual de su tipo a la mejora de los servicios médicos de emergencia". Desde entonces se ha realizado un esfuerzo concertado para mejorar la atención médica de urgencias en el ámbito prehospitalario. Entre estos avances se incluye la creación por parte del Dr. R Adams Cowley del primer programa estatal de SME del país, en Maryland.
Los avances fueron paralelos en otros países. En el Reino Unido, una ley de 1973 fusionó los servicios de ambulancia municipales en agencias más grandes y estableció normas nacionales. En Francia, las primeras agencias oficiales de SAMU se fundaron en la década de 1970.

## Organización
Dependiendo del país, de la zona del país o de las necesidades clínicas, los servicios médicos de urgencia pueden ser prestados por uno o varios tipos diferentes de organización. Esta variación puede dar lugar a grandes diferencias en los niveles de atención y en el alcance previsto de la práctica. Algunos países regulan estrechamente el sector (y pueden exigir que cualquier persona que trabaje en una ambulancia esté cualificada a un nivel determinado), mientras que otros permiten diferencias bastante amplias entre los tipos de operador.

### Servicio municipal de ambulancias de "tercer servicio"

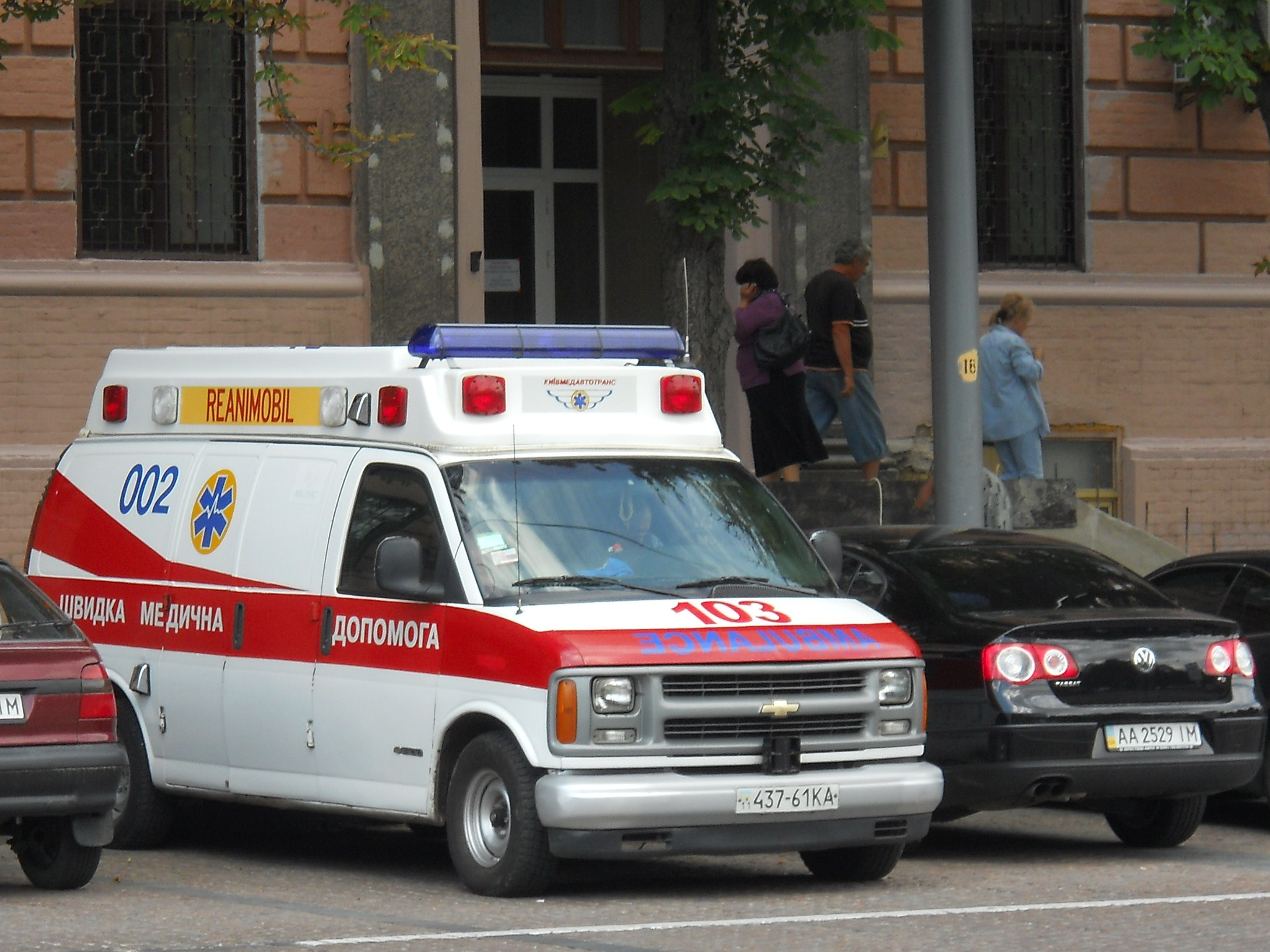
Una ambulancia propiedad del gobierno en Kiev, Ucrania

Estas ambulancias, que funcionan de forma independiente (aunque paralela) a los servicios de bomberos y policía de la zona, están financiadas por los gobiernos locales, provinciales o nacionales. En algunos países, sólo suelen encontrarse en las grandes ciudades, mientras que en países como el Reino Unido, casi todas las ambulancias de urgencias forman parte de un sistema nacional de salud.
En Estados Unidos, los servicios de ambulancia prestados por un gobierno local suelen denominarse EMS de "tercer servicio" (el departamento de bomberos, el departamento de policía y el departamento de EMS forman un trío de servicios de emergencia) por los miembros de dicho servicio, así como por otros funcionarios y residentes de la ciudad. Los ejemplos más notables de este modelo en Estados Unidos son Pittsburgh Bureau of Emergency Medical Services, Boston EMS, New Orleans Emergency Medical Services y Cleveland EMS. Los servicios públicos de ambulancias también tienen que presentarse a exámenes de la función pública, al igual que los bomberos y la policía. En Estados Unidos, algunos organismos públicos federales emplean a técnicos de emergencias médicas en los niveles de soporte vital básico y avanzado, como el Servicio de Parques Nacionales y la Oficina Federal de Prisiones.

### Servicio vinculado a bomberos o policía

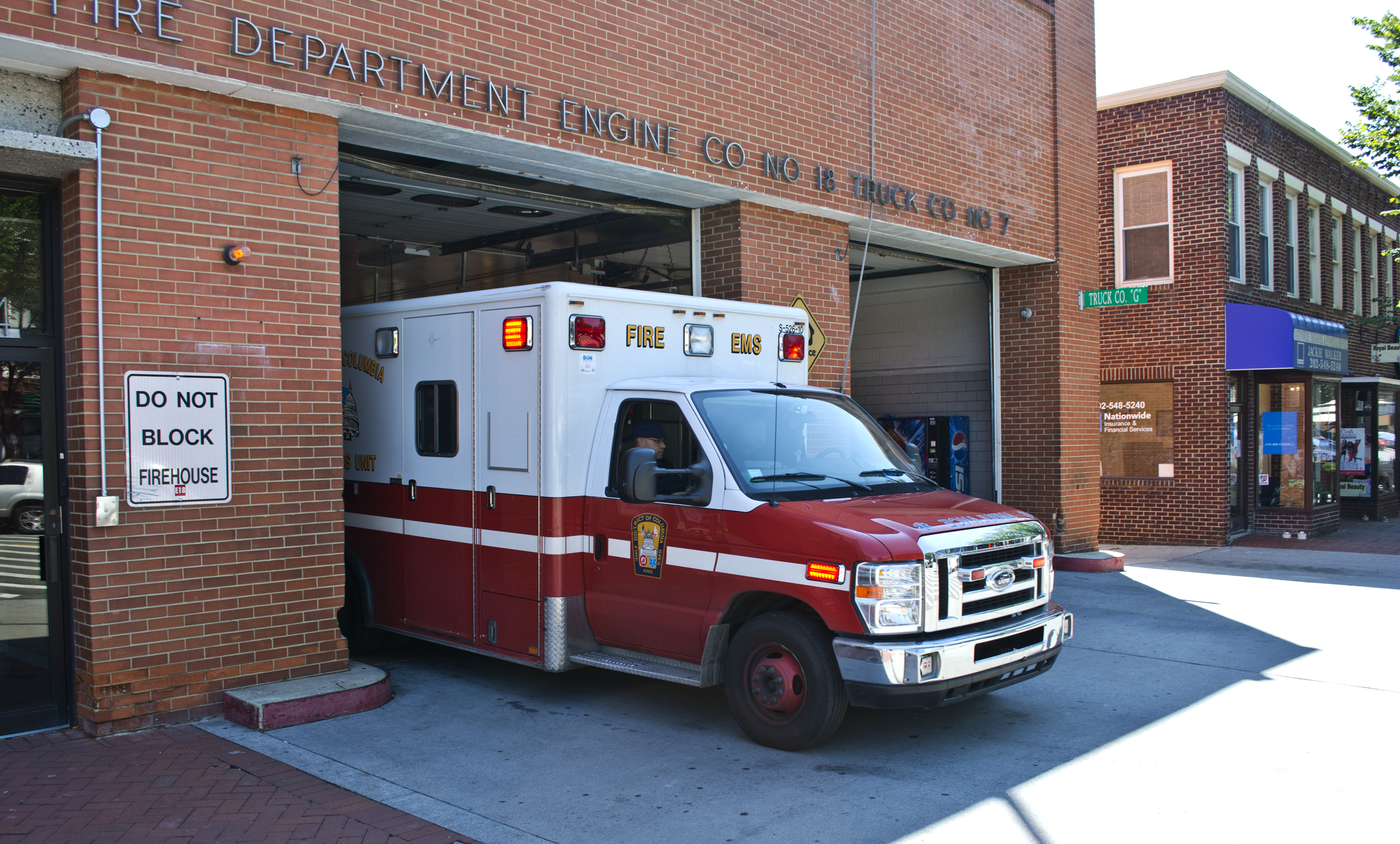
Una ambulancia del Departamento de Bomberos y Servicios Médicos de Emergencia del Distrito de Columbia saliendo de una estación de bomberos

En países como Estados Unidos, Japón, Francia, Corea del Sur y partes de la India, las ambulancias pueden ser operadas por los servicios locales de bomberos o de policía. Los servicios de urgencias basados en los bomberos son el modelo más común en Estados Unidos, donde casi todos los departamentos de bomberos urbanos prestan servicios de urgenciasy la mayoría de los servicios de ambulancias de transporte urgente de las grandes ciudades forman parte de los departamentos de bomberos. Ejemplos de este modelo son el Departamento de Bomberos de Nueva York (FDNY) y el Departamento de Bomberos de la ciudad de Baltimore.
Es raro que un departamento de policía en Estados Unidos preste servicios de SME o ambulancias, aunque muchos agentes de policía tienen formación médica básica (como el uso de nalaxona y RCP). Un ejemplo notable son los Servicios Médicos de Emergencia de Nueva Orleans, que se formaron como un servicio basado en un hospital, fue operado por el Departamento de Policía de Nueva Orleans de 1947 a 1985, y actualmente es operado por el Departamento de Salud de Nueva Orleans y la Oficina de Seguridad Nacional y Preparación para Emergencias de Nueva Orleans, separado del Departamento de Bomberos de Nueva Orleans.

### Servicio de ambulancias benéfico/sin ánimo de lucro

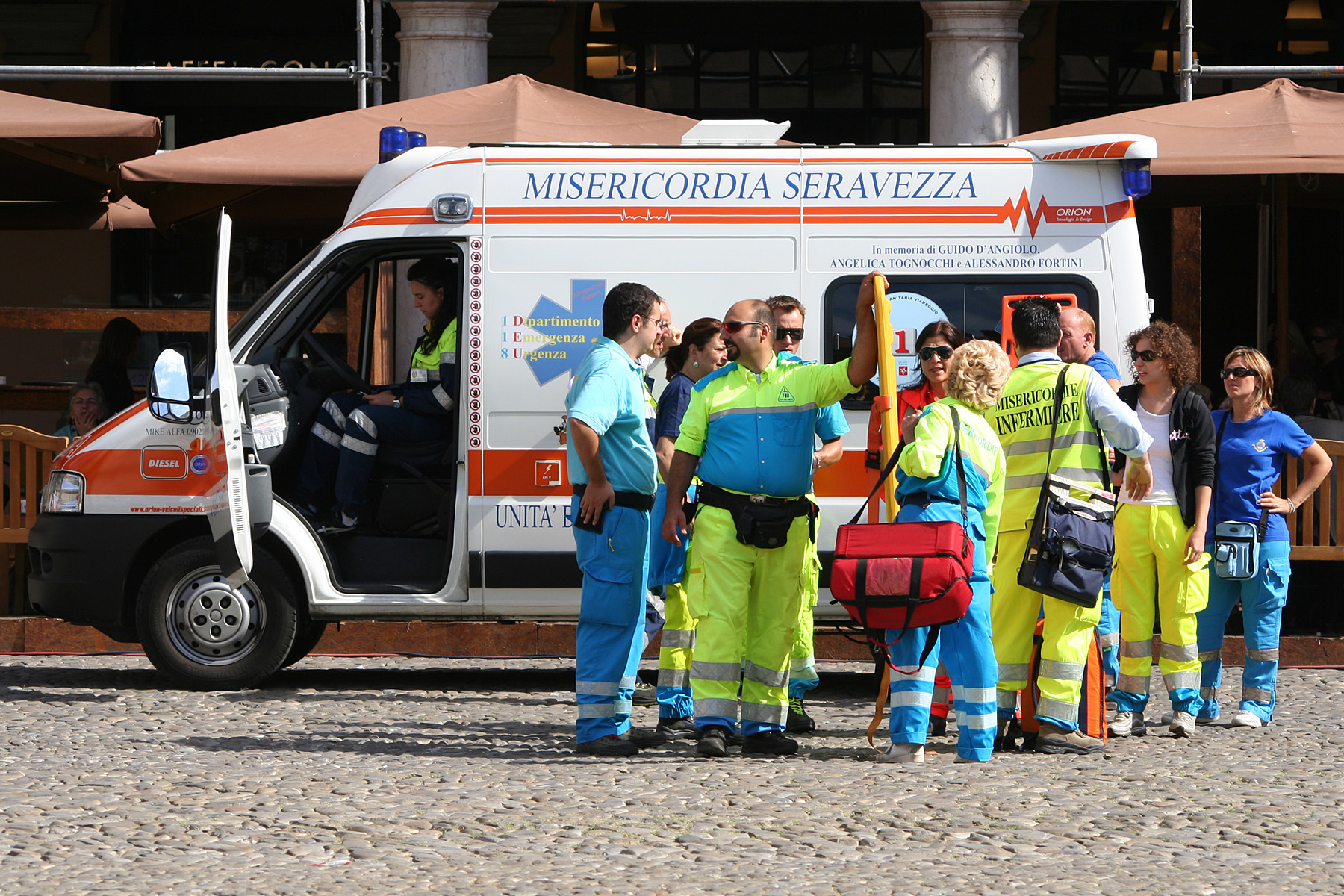
Un equipo de ambulancia de voluntarios en Módena, Italia

Los departamentos de ambulancias benéficos o sin ánimo de lucro gestionan algunos servicios médicos de urgencia. Están formados principalmente por voluntarios, aunque muchos también cuentan con personal remunerado. Pueden estar vinculados a un servicio de bomberos voluntarios, y algunos voluntarios pueden prestar ambos servicios. Algunas organizaciones benéficas de ambulancias están especializadas en dar cobertura en concentraciones y eventos públicos (por ejemplo, acontecimientos deportivos), mientras que otras prestan asistencia a la comunidad en general.
El Movimiento Internacional de la Cruz Roja y de la Media Luna Roja es la mayor organización benéfica del mundo que presta servicios de urgencias(en algunos países funciona como servicio privado de ambulancias). Otras organizaciones son St John Ambulance,el Cuerpo de Ambulancias de la Orden de Malta y Hatzalah,así como pequeños departamentos locales voluntarios o remunerados. En Estados Unidos, las ambulancias voluntarias son más escasas, pero aún pueden verse tanto en zonas metropolitanas como rurales (por ejemplo, Hatzalah). Organizaciones benéficas como BASICS Scotland, se especializan en facilitar la formación de profesionales médicos para que se ofrezcan como voluntarios para ayudar a los servicios de ambulancia obligatorios en la atención a los pacientes, mediante su asistencia a aquellos con enfermedades o lesiones graves.
Algunas organizaciones benéficas proporcionan ambulancias para llevar a los pacientes en viajes o vacaciones fuera de los hospitales, hospicios o residencias donde reciben cuidados de larga duración. Algunos ejemplos son el proyecto británico Jumbulance.

### Servicio de ambulancias privado/empresarial

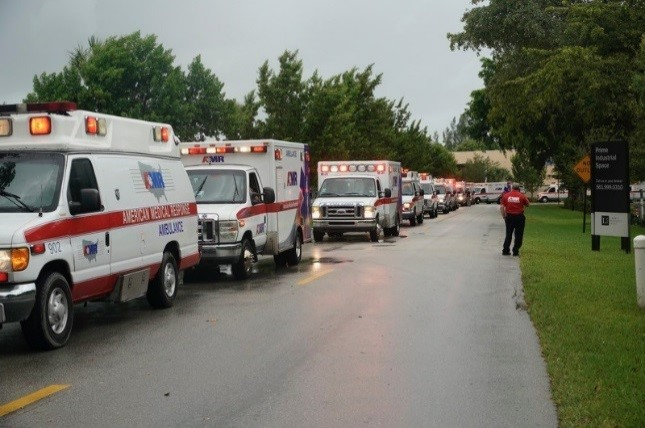
Ambulancias de American Medical Response en Tallahassee, Florida, durante el huracán Irma

Algunas ambulancias son operadas por empresas comerciales con empleados remunerados, normalmente por contrato con el gobierno local o nacional, redes de hospitales, centros sanitarios y compañías de seguros.
En Estados Unidos, las empresas privadas de ambulancias prestan servicios médicos de urgencia en grandes ciudades y zonas rurales mediante contratos con las administraciones locales. En las zonas donde el condado o la ciudad local prestan sus propios servicios de urgencias, las empresas privadas se encargan de las altas y los traslados desde los hospitales y hacia/desde otros centros relacionados con la salud y los domicilios. En la mayoría de las zonas, las empresas privadas forman parte del plan de emergencias en caso de catástrofe del gobierno local, y se confía en ellas para la respuesta, el tratamiento y la recuperación general de los SME.
En algunas zonas, las empresas privadas pueden proporcionar sólo los elementos de transporte de pacientes de la atención en ambulancia (es decir, no urgente), pero en algunos lugares, se les contrata para proporcionar atención de emergencia, o para formar un "segundo nivel" de respuesta, donde sólo responden a las emergencias cuando todos los equipos de ambulancias de emergencia a tiempo completo están ocupados. Esto puede significar que un gobierno u otro servicio proporcione la cobertura de "emergencia", mientras que una empresa privada puede encargarse de "lesiones menores" como cortes, contusiones o incluso ayudar a las personas con movilidad reducida si, por ejemplo, se han caído y simplemente necesitan ayuda para levantarse de nuevo, pero no necesitan tratamiento. Este sistema tiene la ventaja de mantener a los equipos de emergencia disponibles en todo momento para auténticas emergencias. En América Latina, las empresas privadas de ambulancias son a menudo el único servicio de emergencias disponible.

### Servicio de emergencias combinado
Se trata de agencias de servicios de emergencia completos, que pueden encontrarse en lugares como aeropuertos o grandes colegios y universidades como, por ejemplo, el UCLA EMS. Su característica principal es que todo el personal está formado no sólo en atención de ambulancia (EMT), sino también como bombero y agente de la paz (función policial). Pueden encontrarse en pueblos y ciudades más pequeños, donde la demanda o el presupuesto son demasiado bajos para mantener servicios separados. Esta multifuncionalidad permite aprovechar al máximo unos recursos o un presupuesto limitados, pero teniendo un único equipo que responda a cualquier emergencia.

### Servicio hospitalario

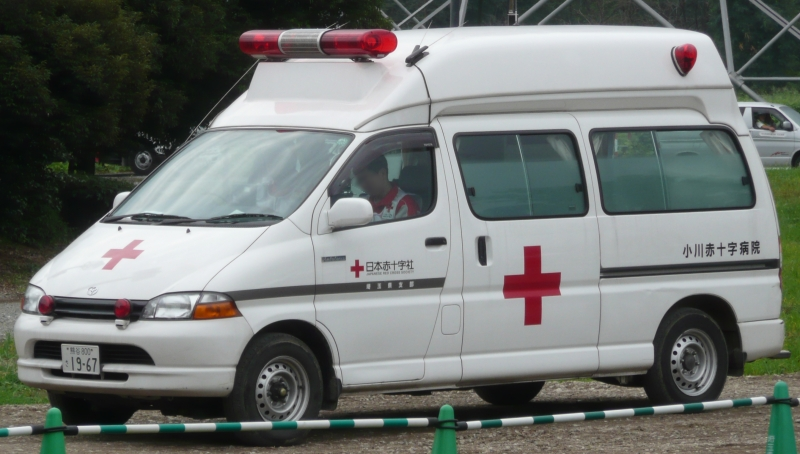
Una ambulancia perteneciente al Hospital de la Cruz Roja de Ogawa en Ogawa, Saitama, Japón

Los hospitales o los sistemas hospitalarios más grandes pueden proporcionar su propio servicio de ambulancia como un servicio a la comunidad, o cuando la asistencia en ambulancia no es fiable o es de pago. Muchos departamentos de servicios médicos de urgencia hospitalarios operan únicamente con su hospital, aunque algunos operan de forma más independiente y pueden transportar pacientes a cualquier hospital que sea necesario o que se desee.

### Ambulancias internas
Muchas grandes fábricas y otros centros industriales, como plantas químicas, refinerías de petróleo, cervecerías y destilerías, cuentan con servicios médicos de urgencias proporcionados por los empleadores como medio de proteger sus intereses y el bienestar de su personal. A menudo se utilizan como vehículos de primera respuesta en caso de incendio o explosión.

## Propósito

Seis puntos sobre la Estrella de la Vida

Los servicios médicos de urgencia existen para cumplir los principios básicos de los primeros auxilios, que son Preservar la vida, Prevenir lesiones ulteriores y Promover la recuperación. Este tema común en medicina se demuestra con la "estrella de la vida". La estrella de la vida que se muestra aquí, en la que cada uno de los "brazos" de la estrella representa uno de los seis puntos, se utiliza para representar las seis etapas de una atención prehospitalaria de alta calidad, que son:.
1. Detección precoz - los miembros del público, u otra agencia, encuentran el incidente y comprenden el problema
2. Notificación precoz: las primeras personas que se encuentran en el lugar del incidente llaman al servicio de emergencias médicas (911) y facilitan detalles que permiten organizar la respuesta.
3. Respuesta rápida: se envía a los primeros profesionales sanitarios (SEM) que llegan al lugar de los hechos lo antes posible, lo que permite iniciar la asistencia.
4. Buena atención en el lugar de los hechos/sobre el terreno: el servicio médico de urgencias realiza las intervenciones adecuadas y oportunas para tratar al paciente en el lugar del incidente sin causarle más daños.
5. Atención en tránsito: el servicio médico de urgencias carga al paciente en un medio de transporte adecuado y le sigue prestando la atención médica adecuada durante todo el trayecto.
6. Traslado a la asistencia definitiva: el paciente es entregado a un entorno asistencial adecuado, como el servicio de urgencias de un hospital, al cuidado de médicos

## Estrategias de prestación de asistencia

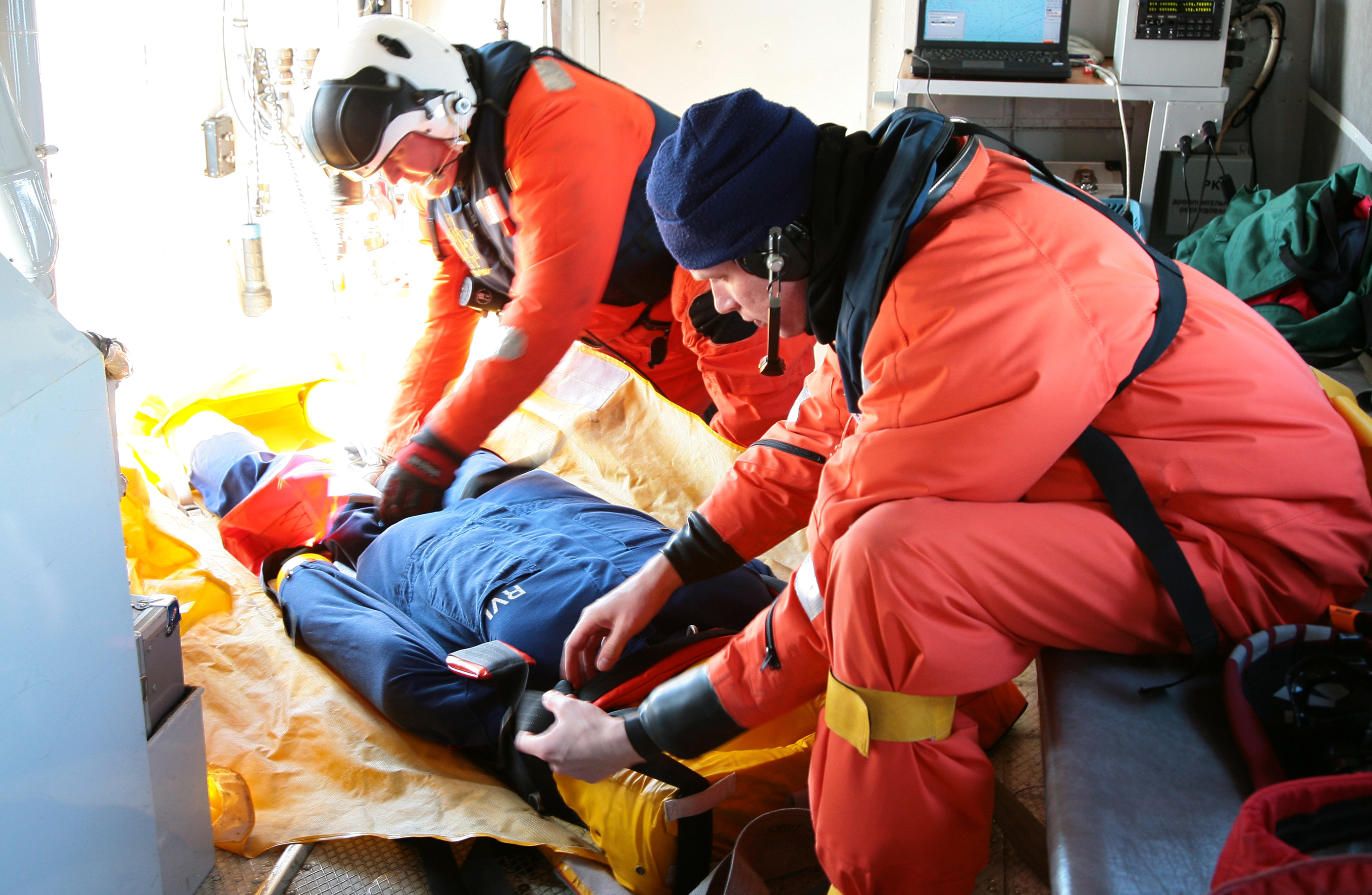
Formación para EMS en Estonia

Aunque en todo el mundo se utilizan distintos enfoques filosóficos en la prestación de servicios de urgencias médicas, en general se pueden clasificar en dos categorías: una dirigida por médicos y otra dirigida por personal sanitario prehospitalario auxiliar, como técnicos en emergencias médicas o paramédicos. Estos modelos suelen denominarse modelo franco-alemán y modelo angloamericano.
Los estudios no han sido concluyentes en cuanto a si un modelo ofrece mejores resultados que el otro. Un estudio de 2010 publicado en el Oman Medical Journal sugirió que el transporte rápido era una mejor estrategia para los casos de traumatismo, mientras que la estabilización en el lugar de los hechos era una mejor estrategia para las paradas cardiacas.

### Niveles de atención

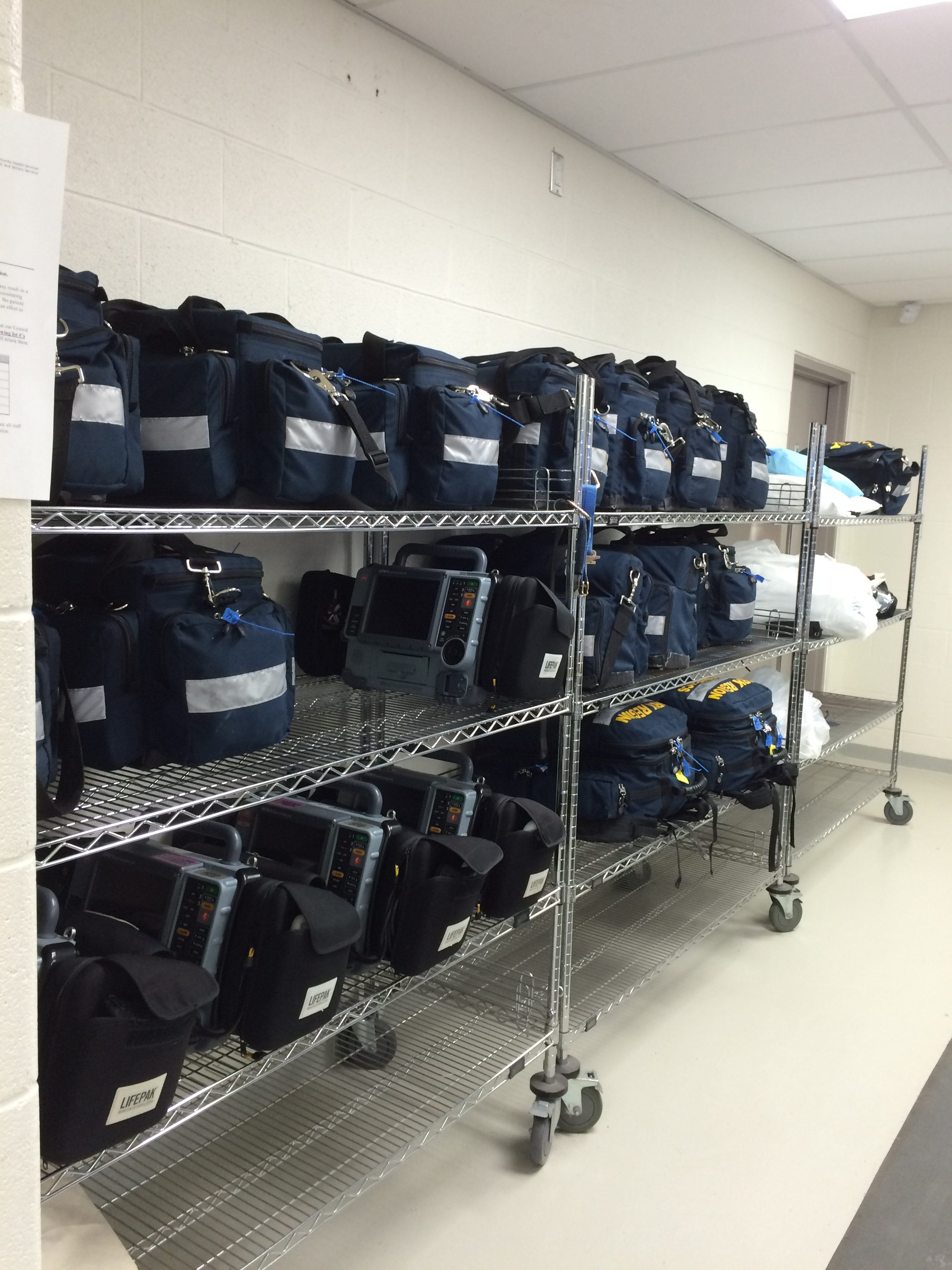
Bolsas de suministros médicos y desfibriladores en la sede de logística de EMS de la región de York en Ontario, Canadá

Muchos sistemas tienen niveles de respuesta para las emergencias médicas. Por ejemplo, en Estados Unidos es habitual enviar camiones de bomberos o voluntarios para dar una respuesta inicial rápida a una urgencia médica, mientras que se envía una ambulancia para proporcionar tratamiento avanzado y trasladar al paciente. En Francia, los servicios de bomberos y las ambulancias de empresas privadas prestan asistencia básica, mientras que las ambulancias hospitalarias con médicos a bordo proporcionan asistencia avanzada. En muchos países, una ambulancia aérea proporciona un nivel de asistencia superior al de una ambulancia normal.
Algunos ejemplos de nivel de atención son:
- Los primeros auxilios consisten en habilidades básicas que se enseñan habitualmente a los ciudadanos, como la reanimación cardiopulmonar, vendar heridas y evitar que alguien se ahogue.
- El Soporte Vital Básico (SVB) suele ser el nivel de formación más bajo que pueden tener quienes atienden a pacientes en una ambulancia.[40] Normalmente, incluye la administración de oxigenoterapia, algunos fármacos y unos pocos tratamientos invasivos. El personal BLS puede operar una ambulancia BLS por sí solo o ayudar a un compañero de tripulación con mayor cualificación en una ambulancia ALS. En los países anglosajones, los miembros de la tripulación de ambulancias BLS se conocen como técnicos de emergencias médicas o asistentes de cuidados de emergencia.
- El Soporte Vital Intermedio (SVI), también conocido como Soporte Vital Avanzado Limitado (SVAL), se sitúa entre el SVB y el SVA, pero es menos común que ambos. Suele ser un proveedor de SVB con un conjunto de habilidades moderadamente ampliado, pero cuando está presente suele sustituir al SVB.
- El Soporte Vital Avanzado (SVA) tiene una gama considerablemente ampliada de habilidades, como la terapia intravenosa, la cricotirotomía y la interpretación de un electrocardiograma. El alcance de esta respuesta de nivel superior varía considerablemente según el país. Por lo general, los paramédicos prestan el SVA, pero algunos países exigen que sea un nivel superior de atención y, en su lugar, emplean a médicos en esta función. Además, el Soporte Vital Avanzado incluye la administración de dosis terapéuticas de descargas eléctricas a las personas en parada cardiaca o el uso de fármacos para estimular el corazón, terapia de las vías respiratorias, etcétera. La mayoría de las ambulancias están equipadas con equipos de Soporte Vital Avanzado y llevan paramédicos a bordo. Aunque algunos cuerpos de bomberos disponen de ambulancias, los primeros auxilios y las brigadas utilizan ambulancias para los servicios médicos de urgencia.
- El Transporte de Cuidados Críticos (TCC), también conocido como recuperación médica o protocolo rendez vous MICU en algunos países (Australia, Nueva Zelanda, Gran Bretaña y Canadá francófono) se refiere al transporte de cuidados críticos de pacientes entre hospitales (en contraposición al prehospitalario). Estos servicios son un elemento clave en los sistemas regionalizados de atención hospitalaria en los que los servicios de cuidados intensivos están centralizados en unos pocos hospitales especializados. Un ejemplo de ello es el Emergency Medical Retrieval Service de Escocia. Es probable que en este nivel de atención participen profesionales sanitarios tradicionales (además o en lugar de paramédicos formados en cuidados intensivos), es decir, enfermeros y/o médicos que trabajen en el entorno prehospitalario e incluso en las ambulancias.

### Solo transporte

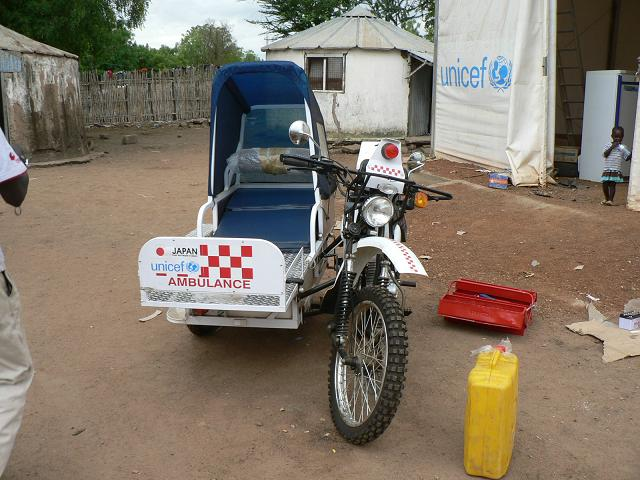
Una ambulancia en motocicleta en Sudán del Sur

Los servicios médicos de urgencia más básicos se prestan únicamente como una operación de transporte, simplemente para llevar a los pacientes desde su ubicación hasta el tratamiento médico más cercano. Así ha sido históricamente en todos los países. Sigue siendo el caso en gran parte del mundo en desarrollo, donde operadores tan diversos como los taxistasy los enterradores pueden transportar personas al hospital.

### Socorrismo centrado en el transporte

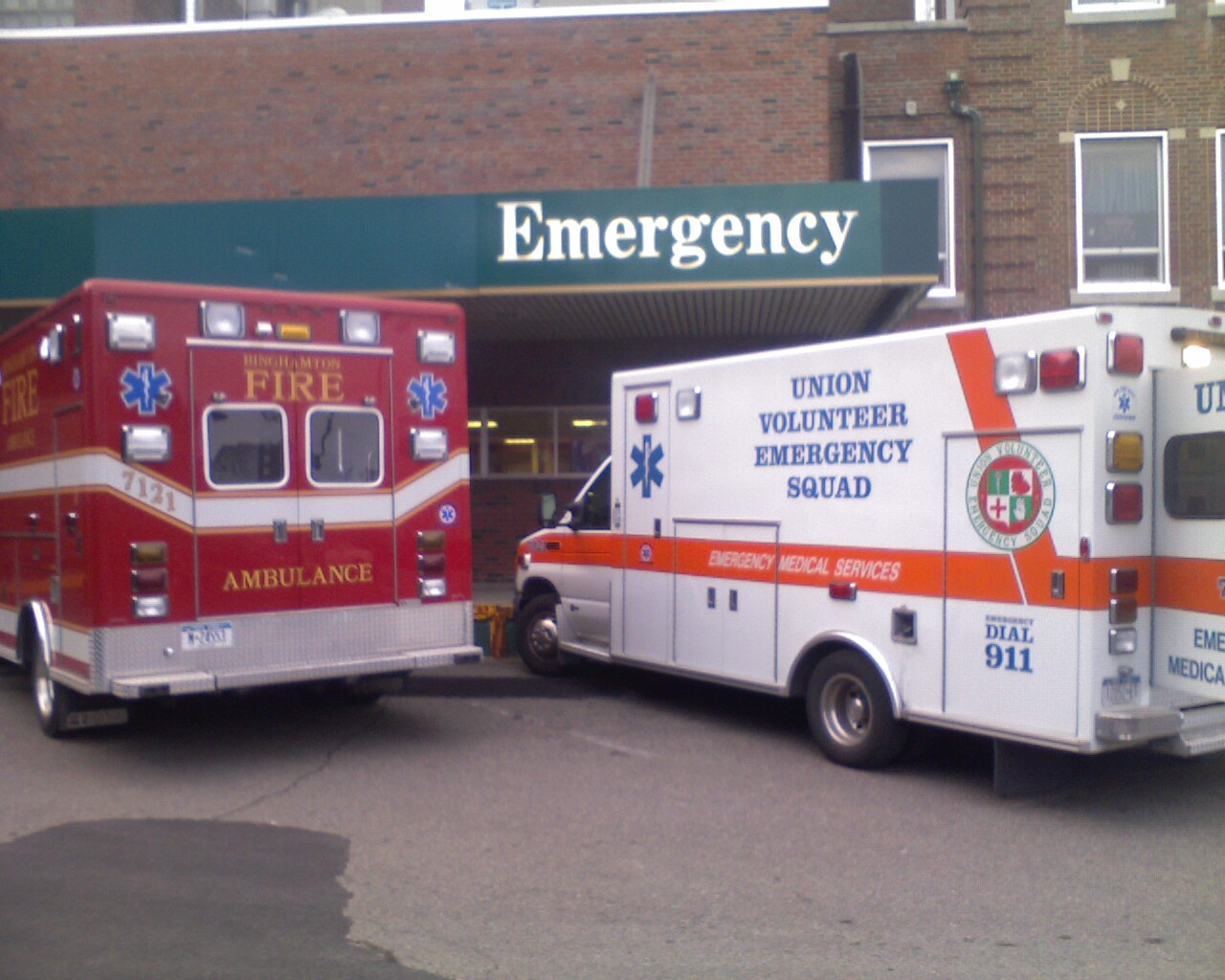
Ambulancias estacionadas afuera de una sala de emergencias en Binghamton, Nueva York

El modelo angloamericano también se conoce como "load and go" o "scoop and run". En este modelo, las ambulancias están atendidas por paramédicos y/o técnicos de emergencias médicas. Tienen formación médica especializada, pero no al mismo nivel que un médico. En este modelo es raro encontrar a un médico trabajando de forma rutinaria en las ambulancias, aunque pueden ser desplegados en casos importantes o complejos. Los médicos que trabajan en el SME supervisan el trabajo de los equipos de ambulancias. Esto puede incluir el control médico fuera de línea, donde elaboran protocolos u "órdenes permanentes"(procedimientos para el tratamiento). También puede incluir el control médico en línea, en el que se contacta con el médico por radio o teléfono para que asesore y autorice diversas intervenciones médicas o el deseo de un paciente de rechazar la atención.
En algunos casos, como en el Reino Unido, Sudáfrica y Australia, un paramédico puede ser un profesional médico autónomo y no necesita el permiso de un médico para administrar intervenciones o medicamentos de una lista acordada, y puede desempeñar funciones como suturar o recetar medicamentos al paciente Recientemente, la "telemedicina" ha hecho su aparición en las ambulancias. Similar al control médico en línea, esta práctica permite a los paramédicos transmitir a distancia al hospital desde el terreno datos como las constantes vitales y los ECG de 12 y 15 derivaciones. Esto permite al servicio de urgencias prepararse para tratar a los pacientes antes de su llegada, lo que está permitiendo a los proveedores de menor nivel (como los EMT-B) en Estados Unidos utilizar estas tecnologías avanzadas y hacer que el médico las interprete, llevando así la identificación rápida de ritmos a zonas donde los paramédicos no dan abasto. Aunque la mayoría de las compañías de seguros sólo reembolsan a los servicios de emergencias el transporte de pacientes a los centros receptores del 911 (por ejemplo, los servicios de urgencias), el Centro de Servicios de Medicare y Medicaid está evaluando un modelo de pago que permita el reembolso de los pacientes evaluados y tratados en el lugar de los hechos.

### Traumatismos graves
La decisión esencial en la atención prehospitalaria es si el paciente debe ser trasladado de inmediato al hospital o se le llevan los recursos de atención avanzada allí donde se encuentre. La estrategia de "recoger y huir" se ejemplifica con el helicóptero de evacuación aeromédica MEDEVAC, mientras que la de "quedarse y jugar" se ejemplifica con la unidad móvil de reanimación de urgencias francesa y belga SMUR o el sistema alemán "Notarzt" (médico de urgencias preclínico).
La estrategia desarrollada para la atención traumatológica prehospitalaria en Norteamérica se basa en la teoría de la "hora de oro", es decir, que la mejor oportunidad de supervivencia de una víctima traumatológica se encuentra en un quirófano, con el objetivo de que el paciente sea intervenido antes de que transcurra una hora desde el suceso traumático. Esto parece ser cierto en casos de hemorragia interna, especialmente en traumatismos penetrantes como heridas de bala o arma blanca. Así, se dedica un tiempo mínimo a la atención prehospitalaria (inmovilización de la columna vertebral; "ABC", es decir, asegurar la vía aérea, la respiración y la circulación; control de hemorragias externas; intubación endotraqueal) y se traslada a la víctima lo más rápido posible a un centro de traumatología.
El objetivo del tratamiento "Scoop and Run" suele ser trasladar al paciente en los diez minutos siguientes a su llegada, de ahí el nacimiento de la expresión "los diez minutos de platino" (además de la "hora de oro"), que ahora se utiliza habitualmente en los programas de formación de los TEM. El "Scoop and Run" es un método desarrollado para tratar traumatismos, más que situaciones estrictamente médicas (por ejemplo, emergencias cardiacas o respiratorias), sin embargo, esto puede estar cambiando. Cada vez más, la investigación sobre el tratamiento de los infartos de miocardio con elevación del segmento S-T (IAMCEST) que ocurren fuera del hospital, o incluso dentro de hospitales comunitarios sin laboratorios de ICP propios, sugiere que el tiempo hasta el tratamiento es un factor clínicamente significativo en los infartos de miocardio, y que los pacientes traumatizados pueden no ser los únicos pacientes para los que "cargar y salir" es clínicamente apropiado. En estos casos, el criterio de referencia es el tiempo entre la puerta y el balón. Cuanto mayor sea el intervalo de tiempo, mayor será el daño miocárdico y peor el pronóstico a largo plazo del paciente. Las investigaciones actuales realizadas en Canadá sugieren que el tiempo transcurrido entre la puerta y el balón es significativamente inferior cuando los pacientes adecuados son identificados por los paramédicos sobre el terreno, en lugar de en urgencias, y transportados directamente a un laboratorio de ICP en espera. El programa de IAMCEST ha reducido las muertes por IAMCEST en la región de Ottawa en un 50%. En un programa relacionado en Toronto, el SEM ha empezado a utilizar un procedimiento de "rescate" de pacientes con IAMCEST de las salas de urgencias de hospitales sin laboratorios de ICP y los transporta, con carácter urgente, a laboratorios de ICP en espera en otros hospitales.

### Socorrismo dirigido por médicos

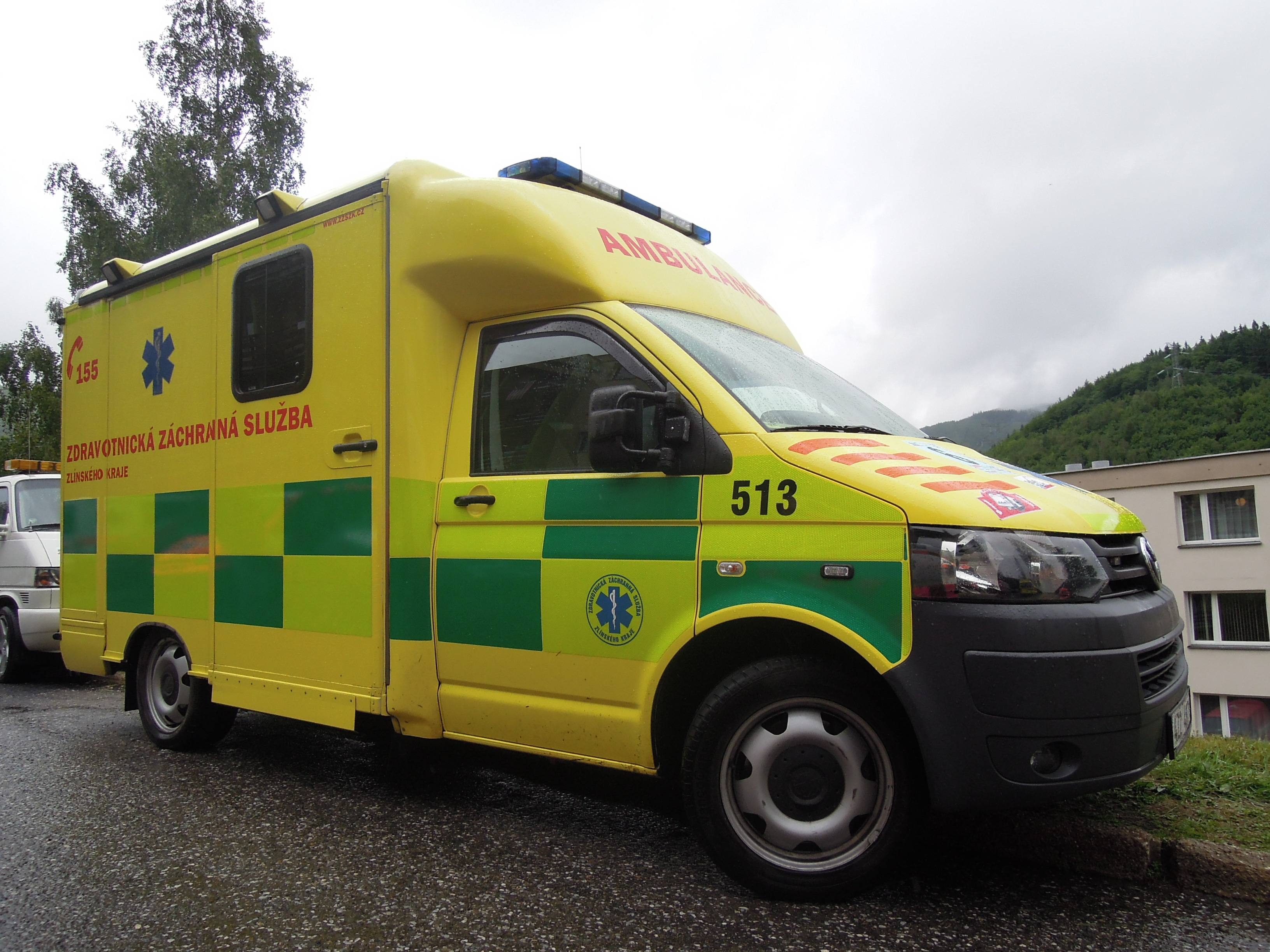
Ambulancia en la República Checa

El SME dirigido por médicos también se conoce como modelo franco-alemán, "quedarse y jugar", "quedarse y estabilizar" o "retrasar y tratar".En un sistema dirigido por médicos, éstos responden directamente a todas las emergencias importantes que requieren algo más que simples primeros auxilios. Los médicos intentarán tratar a los heridos en el lugar de los hechos y sólo los trasladarán al hospital si lo consideran necesario. Si los pacientes son trasladados al hospital, lo más probable es que vayan directamente a una planta de hospitalización y no a un servicio de urgencias. Entre los países que utilizan este modelo se encuentran Austria, Francia, Bélgica, Luxemburgo, Italia, España, Brasil y Chile.
En algunos casos de este modelo, como en Francia, no existe un equivalente directo a un paramédico. Los médicos y (en algunos casos) las enfermeras realizan todas las intervenciones médicas para el paciente. Otros miembros del personal de ambulancias no tienen formación médica y sólo se encargan de conducir y levantar cargas pesadas. En otras aplicaciones de este modelo, como en Alemania, existe un equivalente paramédico, pero es un ayudante del médico con un ámbito de actuación restringido. Las ambulancias de este modelo suelen estar mejor equipadas con dispositivos médicos más avanzados y, en esencia, acercan el servicio de urgencias al paciente. En la mayoría de los casos, se considera que el transporte a alta velocidad a los hospitales es innecesariamente inseguro, y se prefiere permanecer y proporcionar cuidados definitivos al paciente hasta que esté médicamente estable, y entonces realizar el transporte. En este modelo, el médico y la enfermera pueden formar parte del personal de una ambulancia junto con un conductor, o pueden formar parte del personal de un vehículo de respuesta rápida en lugar de una ambulancia, proporcionando apoyo médico a varias ambulancias.

## Personal

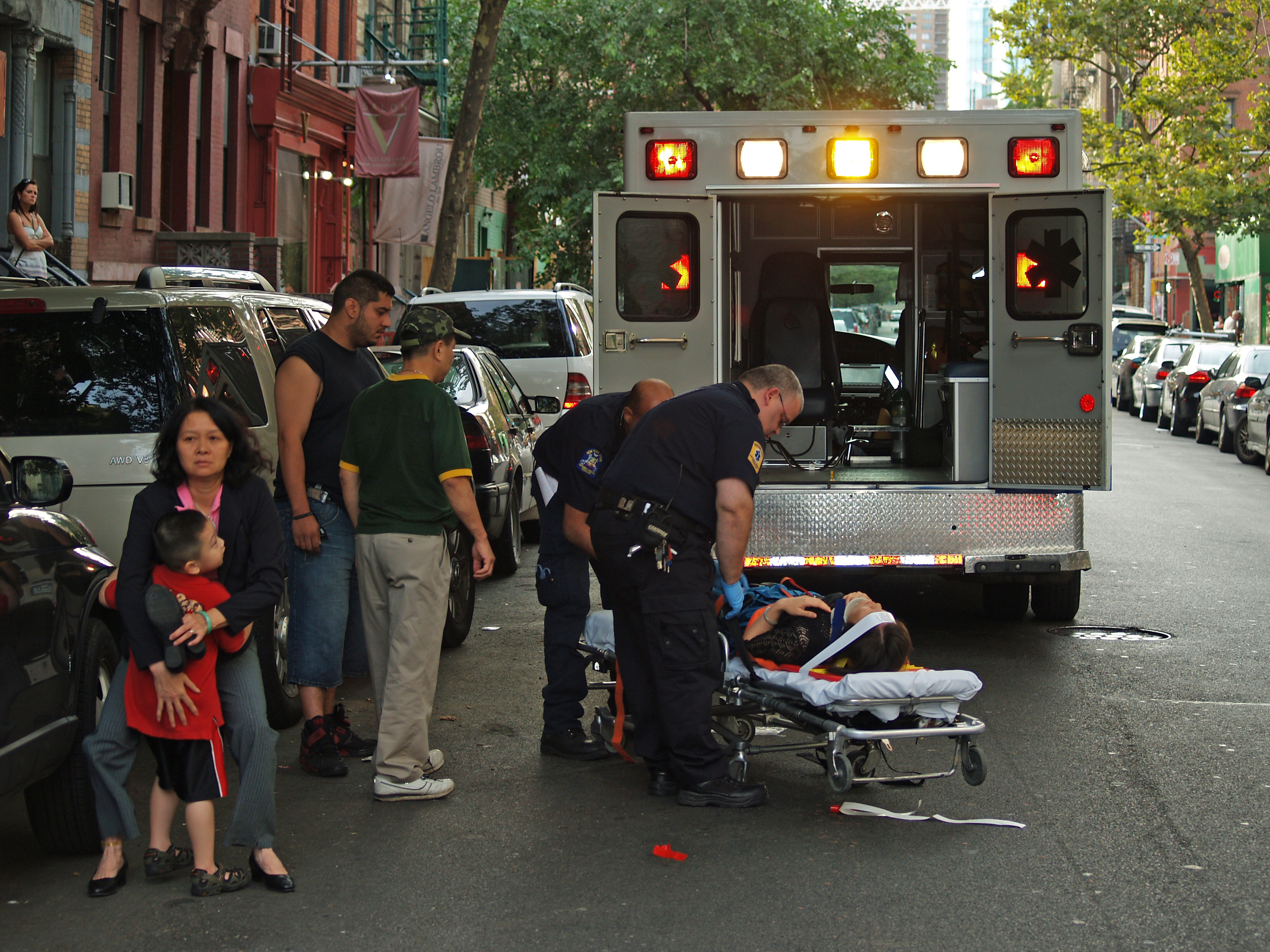
Personal de EMT en una llamada de emergencia en la ciudad de Nueva York

El personal de ambulancias suele ser profesional y en algunos países su uso está controlado mediante formación y registro. Aunque en algunos países estos títulos están protegidos por la legislación, esta protección no es en absoluto universal y cualquiera puede, por ejemplo, llamarse a sí mismo "técnico de emergencias médicas" o "paramédico", independientemente de su formación o de la falta de ella. En algunas jurisdicciones, tanto los técnicos como los paramédicos pueden definirse aún más por el entorno en el que operan, incluyendo designaciones como "desierto", "táctico", etc.
Un aspecto único de los SME es que existen dos jerarquías de autoridad, ya que la cadena de mando está separada de la autoridad médica.

### Soporte vital básico (SVB)

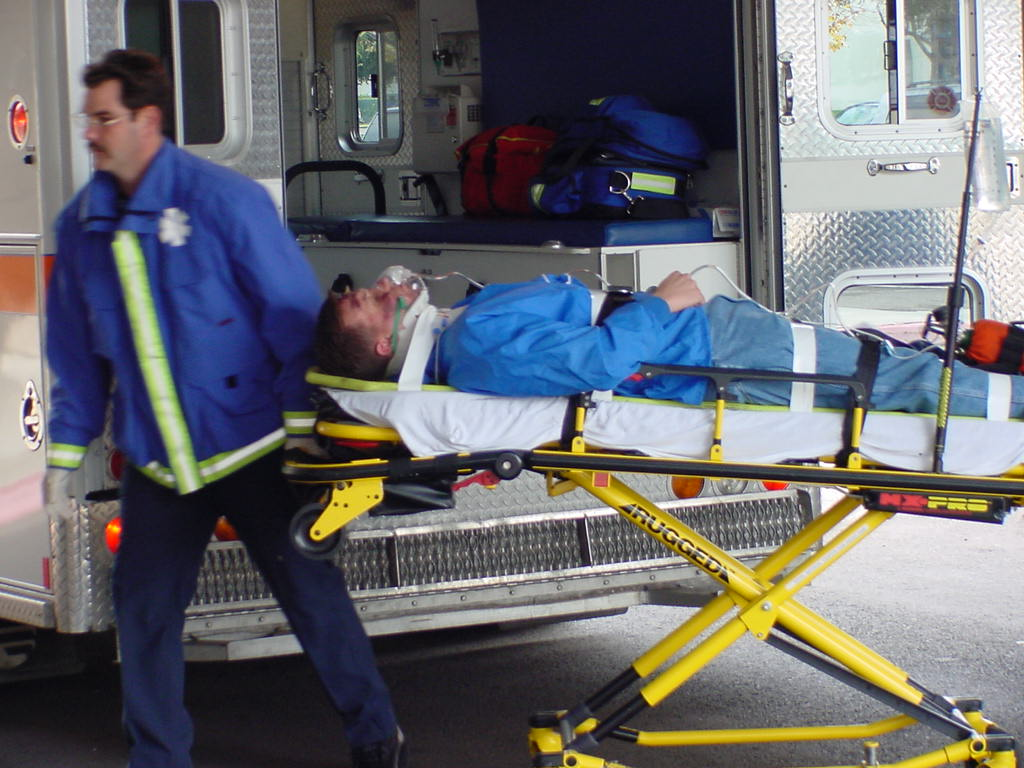
Un paciente que llega a un hospital

#### Despachador de emergencias médicas
Un despachador médico de emergencia también se llama un EMD. Una adición cada vez más común al sistema de SME es el uso de personal de despacho altamente capacitado que puede proporcionar instrucciones "previas a la llegada" a las personas que llaman informando de emergencias médicas. Utilizan técnicas de interrogatorio cuidadosamente estructuradas y proporcionan instrucciones con guiones para que las personas que llaman o los transeúntes puedan iniciar la atención definitiva de problemas críticos como obstrucciones de las vías respiratorias, hemorragias, partos y paradas cardiacas. Incluso con un tiempo de respuesta rápido por parte de un primer interviniente medido en minutos, algunas emergencias médicas evolucionan en segundos. Un sistema de este tipo proporciona, en esencia, un "tiempo de respuesta cero", y puede tener una enorme repercusión en la evolución positiva de los pacientes.

#### Primer interviniente
Los socorristas certificados pueden ser enviados a prestar primeros auxilios, a veces de nivel avanzado. Sus funciones incluyen la prestación de cuidados inmediatos para salvar vidas en caso de emergencia médica; por lo general, primeros auxilios avanzados, administración de oxígeno, reanimación cardiopulmonar (RCP) y uso de desfibriladores externos automáticos (DEA). La formación de primeros intervinientes se considera un mínimo para los trabajadores de servicios de emergencia que pueden ser enviados en respuesta a una llamada de emergencia. Los socorristas suelen ser enviados por el servicio de ambulancias para que lleguen rápidamente y estabilicen al paciente antes de que llegue la ambulancia, y para que luego ayuden al personal de la ambulancia.
Algunos servicios de emergencias médicas han puesto en marcha programas de voluntariado, que pueden ser enviados a una emergencia médica antes de que llegue la ambulancia. Ejemplos de ello son los programas Community First Responder de los servicios de ambulancias del Reino Unido y programas similares de voluntarios de los servicios de bomberos de Francia. En algunos países, como Estados Unidos, puede haber grupos autónomos de voluntarios, como las brigadas de rescate. Los agentes de policía y los bomberos que están de servicio en otro servicio de emergencias también pueden desempeñar esta función, aunque algunos bomberos tienen una formación médica más avanzada.
Además de los primeros intervinientes desplegados en una emergencia, hay otros que pueden estar destacados en actos públicos. El Movimiento Internacional de la Cruz Roja y de la Media Luna Roja y St John Ambulance proporcionan socorristas en estas funciones.

#### Conductor de ambulancia
Algunos organismos separan las funciones de "conductor" y "asistente", empleando a personal conductor de ambulancias sin cualificación médica (o sólo con certificados de primeros auxilios y RCP), cuyo trabajo consiste en conducir ambulancias. Aunque este enfoque persiste en algunos países, como la India, en general es cada vez menos frecuente. Los conductores de ambulancia pueden recibir formación en comunicaciones por radio, operaciones de ambulancia y técnicas de conducción de respuesta a emergencias.

#### Personal no sanitario
Muchos países emplean personal de ambulancia que sólo realiza tareas de transporte de pacientes no urgentes (que pueden incluir casos de camilla o silla de ruedas). Dependiendo del proveedor (y de los recursos disponibles), pueden recibir formación en primeros auxilios o en técnicas más avanzadas, como el uso de un DEA, oxigenoterapia, alivio del dolor y otras técnicas paliativas o para salvar vidas. En algunos servicios, también pueden proporcionar cobertura de emergencia cuando otras unidades no están disponibles, o cuando van acompañados de un técnico o paramédico plenamente cualificado. En el Reino Unido, esta función se conoce como auxiliar de cuidados de ambulancia.

#### Auxiliar de cuidados de urgencia
Los auxiliares de cuidados de urgencia son de primera línea tanto en condiciones de emergencia como de no emergencia ante incidentes. Su función consiste en ayudar al médico con el que trabajan, ya sea un técnico o un paramédico, en sus tareas, ya sea en la administración de fármacos, la colocación de sueros (pero no su fijación), la realización de observaciones básicas o la realización de ECG de 12 derivaciones.

#### Técnico de emergencias médicas

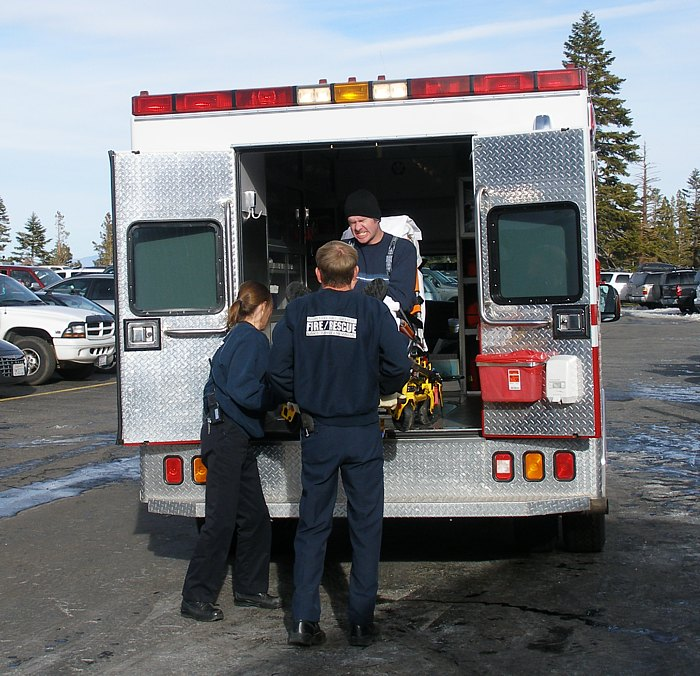
EMT cargando a un paciente en una ambulancia

Por lo general, los técnicos de emergencias médicas pueden realizar una amplia gama de tareas de atención de urgencias, como desfibrilación automática, atención de lesiones medulares y oxigenoterapia. En algunas jurisdicciones, algunos técnicos de emergencias médicas pueden realizar tareas como canulación intravenosa e intraósea, administración de un número limitado de fármacos (incluidos, entre otros, epinefrina, narcan, oxígeno, aspirina y nitroglicerina, según el país, el estado y la dirección médica), procedimientos más avanzados en las vías respiratorias, CPAP y monitorización cardiaca limitada.La mayoría de los procedimientos y habilidades avanzados no están dentro del ámbito nacional de la práctica de un EMT.Como tal, la mayoría de los estados requieren formación y certificaciones adicionales para realizar por encima de las normas curriculares nacionales.En los Estados Unidos, una certificación EMT requiere cursos intensivos y formación en habilidades de campo. La certificación caduca a los dos años y exige cursar 48 CEU (créditos de formación continua). 24 de estos créditos deben ser en cursos de actualización, mientras que los otros 24 pueden cursarse en diversas modalidades, como formación en conducción de emergencia, cuidados pediátricos, geriátricos o bariátricos, traumas específicos, etc. En Estados Unidos suele constar de 3 niveles. EMT-B, EMT-I (EMT-A en algunos estados) y EMT-Paramédico. El National Registry of EMT New Educational Standards for EMS cambió el nombre de los niveles de proveedor de la siguiente manera: Emergency Medical Responder (EMR), Emergency Medical Technician (EMT-B), Advanced EMT (AEMT) y Paramedic (EMT-P).

### Soporte vital avanzado (SVA)

#### Paramédico

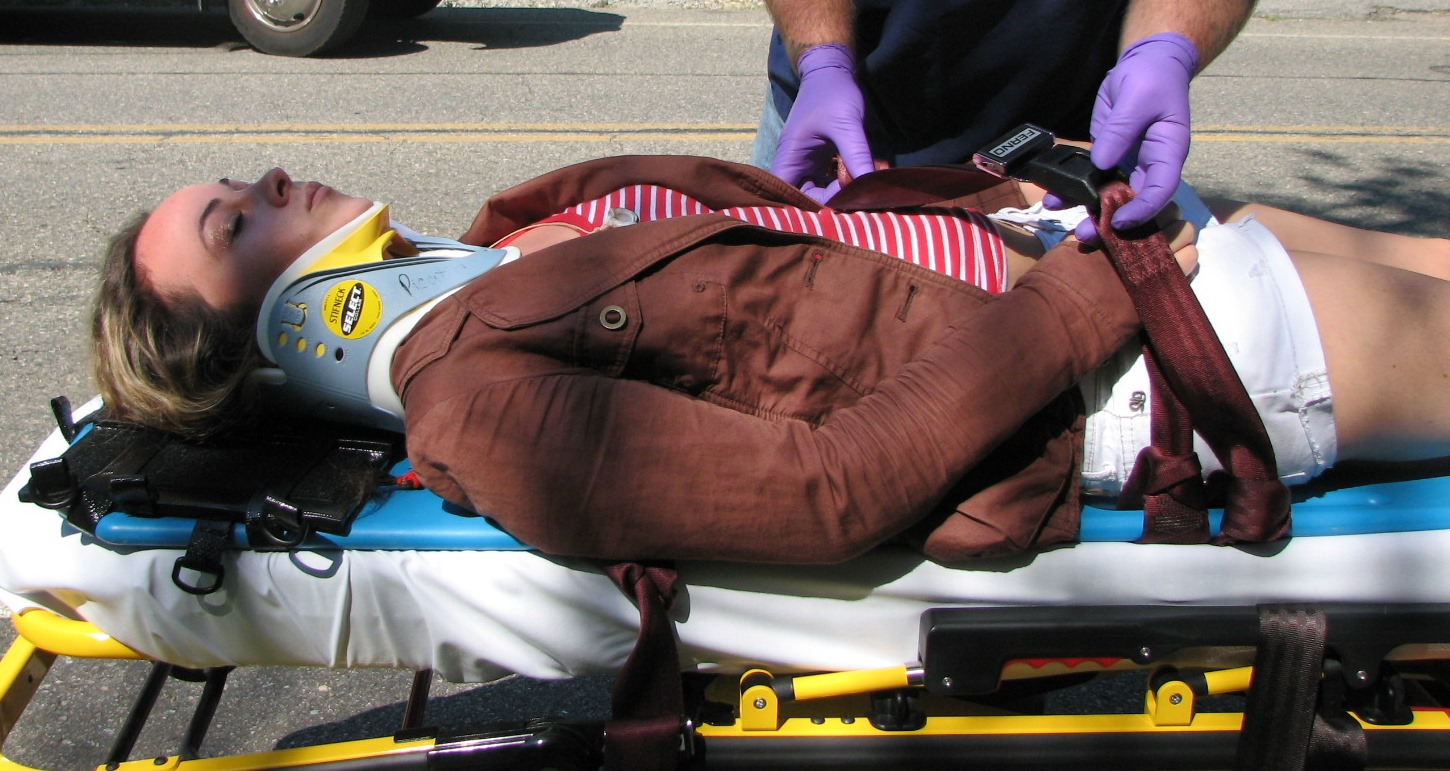
Una niña atendida por un paramédico

Un paramédico tiene un alto nivel de formación médica prehospitalaria y suele tener habilidades clave que no realizan los técnicos, entre las que se incluyen a menudo la canulación (y con ella la capacidad de utilizar una serie de fármacos para aliviar el dolor, corregir problemas cardíacos y realizar la intubación endotraqueal), la monitorización cardíaca, la interpretación de ECG de 12 derivaciones, la ecografía, la intubación, la pericardiocentesis, la cardioversión, la toracostomía y otras habilidades como la realización de una cricotirotomía quirúrgica. La función más importante del paramédico es identificar y tratar cualquier afección que ponga en peligro la vida del paciente y, a continuación, evaluar detenidamente al paciente en busca de otras dolencias o hallazgos que puedan requerir un tratamiento de urgencia. En muchos países, se trata de un título protegido, y su uso sin la cualificación pertinente puede dar lugar a acciones penales. En Estados Unidos, los paramédicos representan el nivel de licencia más alto de la atención prehospitalaria de urgencia. Además, existen varias certificaciones para paramédicos como Wilderness ALS Care, Flight Paramedic Certification (FP-C), y Critical Care Emergency Medical Transport Program certification.

#### Paramédico de cuidados críticos

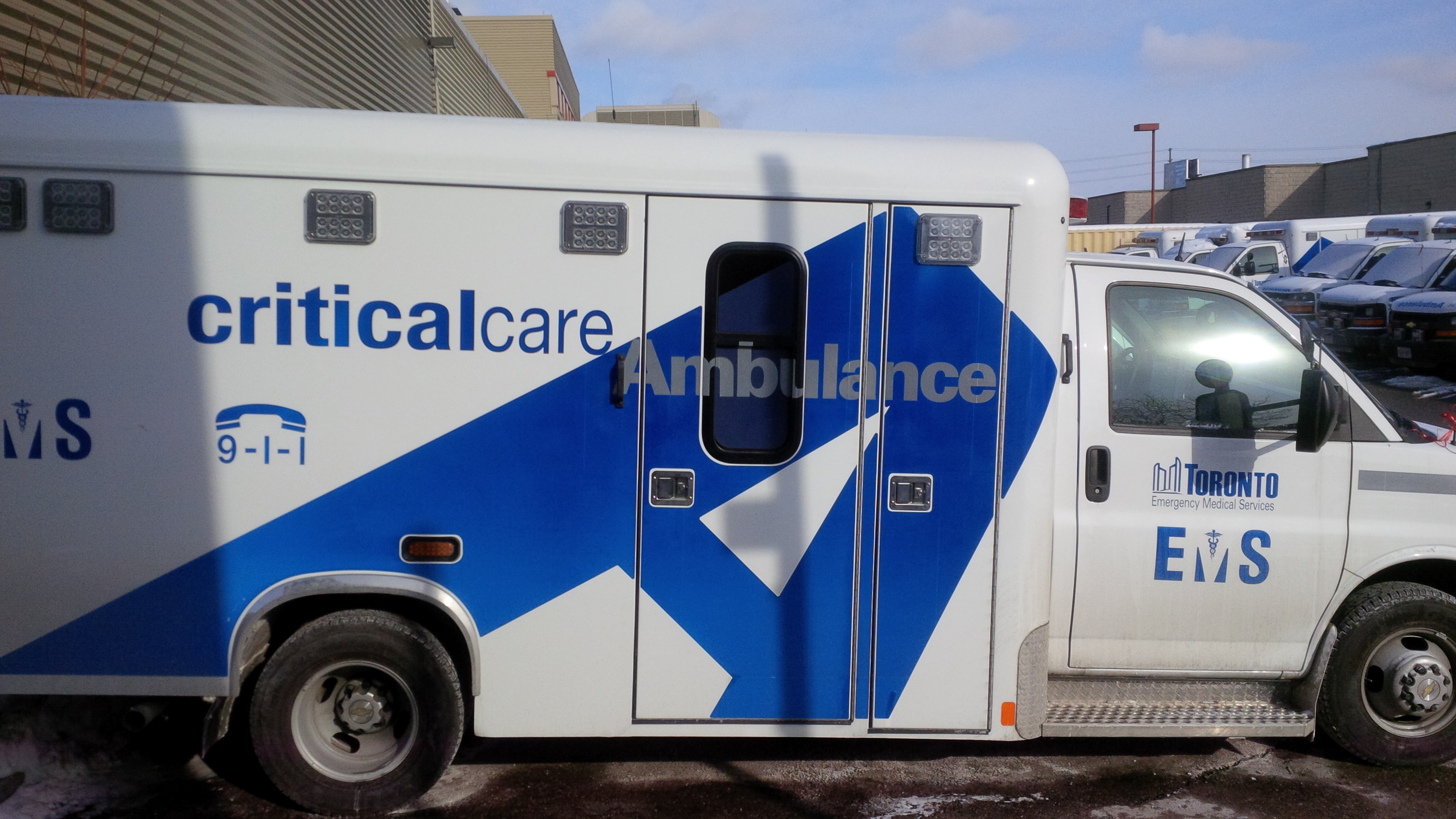
Una ambulancia de cuidados intensivos de Toronto Paramedic Services

Un paramédico de cuidados críticos, también conocido como paramédico de práctica avanzada o paramédico especialista, es un paramédico con formación adicional para tratar a pacientes en estado crítico Los paramédicos de cuidados críticos suelen trabajar en ambulancias aéreas, que tienen más probabilidades de ser enviadas a emergencias que requieren habilidades de cuidados avanzados. También pueden trabajar en ambulancias terrestres. La formación, las habilidades permitidas y los requisitos de certificación varían de una jurisdicción a otra. También varía si son formados externamente por una universidad u organismo profesionalo "en casa" por su agencia de SME
Estos profesionales disponen de una amplia gama de medicamentos para tratar a pacientes traumatizados y con problemas médicos complejos. Algunos ejemplos de medicación son la dobutamina, la dopamina, el Propofol, la sangre y los hemoderivados, por nombrar sólo algunos. Algunos ejemplos de habilidades incluyen, pero no se limitan a, sistemas de soporte vital normalmente restringidos a la UCI o al entorno hospitalario de cuidados críticos, como ventiladores mecánicos, balón de contrapulsación intraaórtico (BCIA) y monitorización de marcapasos externo. Dependiendo de la dirección médica del servicio, estos profesionales reciben formación sobre la colocación y el uso de catéteres venosos umbilicales, catéteres arteriales umbilicales, vías aéreas quirúrgicas, vías centrales, vías arteriales y sondas pleurales.

#### Médico de urgencias
En el Reino Unido y Sudáfrica, algunos paramédicos en activo reciben formación universitaria adicional para convertirse en profesionales por derecho propio, lo que les confiere responsabilidad absoluta sobre su criterio clínico, incluida la capacidad de prescribir medicamentos de forma autónoma. El médico de urgencias o paramédico es un puesto que sirve de puente entre la asistencia en ambulancia y la atención de un médico generalista. Los PAE son diplomados universitarios en Atención Médica de Urgencia o paramédicos cualificados que han recibido formación complementaria, y están autorizados a realizar técnicas especializadas. Además, algunos pueden recetar medicamentos para cuidados a largo plazo, como antibióticos, y en el Reino Unido pueden recetar una amplia gama de medicamentos. Con respecto a un entorno de Atención Primaria, también están formados en una serie de técnicas de diagnóstico.

### Profesionales sanitarios tradicionales en los SME

#### Enfermeros diplomados
El uso de enfermeras diplomadas (RN) en el ámbito prehospitalario es común en muchos países en ausencia de paramédicos. En algunas regiones del mundo, las enfermeras son el principal profesional sanitario que presta servicios médicos de urgencia. En países europeos como Francia o Italia, también se recurre al personal de enfermería para prestar servicios de SVA. Estos enfermeros pueden trabajar bajo la supervisión directa de un médico o, en casos más raros, de forma independiente. En algunos lugares de Europa, sobre todo en Noruega, existen paramédicos, pero el papel de la "enfermera de ambulancia" sigue desarrollándose,ya que se considera que las enfermeras pueden aportar habilidades únicas a algunas situaciones con las que se encuentran los equipos de ambulancia.
En Norteamérica, y en menor medida en el resto del mundo angloparlante, algunas jurisdicciones utilizan enfermeras especialmente formadas para el transporte sanitario. En la mayoría de los casos se trata de personal aeromédico o proveedores de transporte de cuidados críticos, que a menudo trabajan junto con un técnico, paramédico o médico en transportes de emergencia entre centros. En Estados Unidos, los usos más comunes de los enfermeros titulados en ambulancia son el transporte de cuidados críticos/cuidados intensivos móviles y el EMS aeromédico. Normalmente, sus empleadores (en EE. UU.) exigen a estos enfermeros que obtengan certificaciones adicionales además de la licencia de enfermería primaria. Cuatro estados individuales tienen una licencia de Enfermero de Cuidados Intensivos o Prehospitalarios. Muchos estados permiten que los enfermeros titulados se conviertan también en paramédicos titulados en función de su función en el equipo de servicios médicos de urgencia. En Estonia, el 60% de los equipos de ambulancias están dirigidos por enfermeros. Los enfermeros de las ambulancias pueden realizar casi todos los procedimientos de emergencia y administrar medicamentos prehospitalarios como los médicos en Estonia. En los Países Bajos, todas las ambulancias cuentan con un enfermero diplomado con formación adicional en enfermería de urgencias, anestesia o cuidados intensivos, y un conductor-EMT. En Suecia, desde 2005, todas las ambulancias de urgencias deben contar con al menos un enfermero diplomado, ya que sólo los enfermeros pueden administrar medicamentos.En España, todas las ambulancias de soporte vital avanzado deben contar con al menos una enfermera titulada. En Francia, desde 1986, las ambulancias de rescate de los cuerpos de bomberos tienen la opción de prestar el servicio de reanimación con enfermeras especialmente formadas, siguiendo protocolos, mientras que las unidades SAMU-SMUR cuentan con médicos y enfermeras.

#### Médico

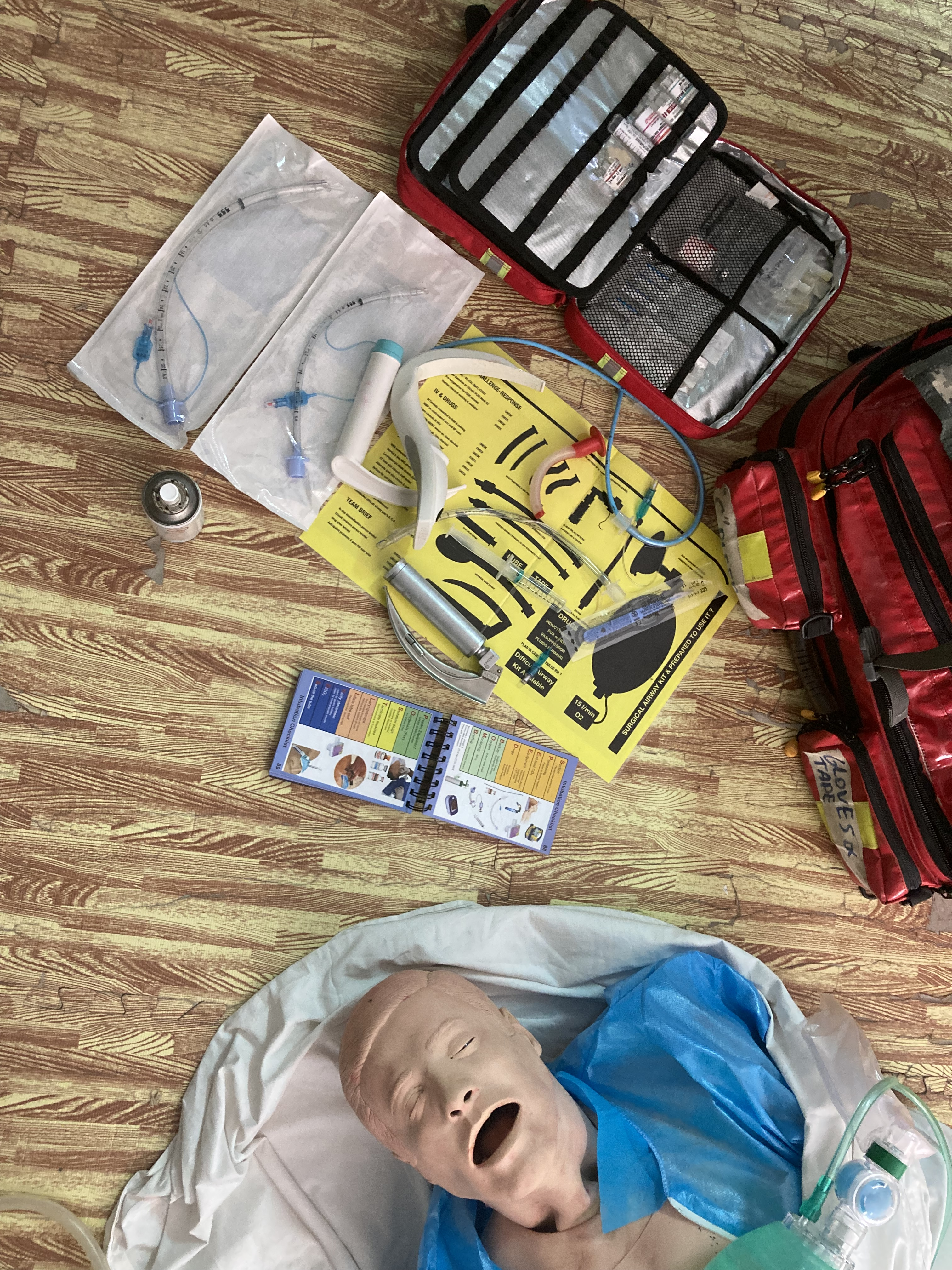
Formación en anestesia prehospitalaria

En los países con un modelo de SME dirigido por médicos, como Francia, Italia, los países de habla alemana (Alemania, Suiza, Austria) y España, los médicos responden a todos los casos que requieren algo más que primeros auxilios básicos. En algunas versiones de este modelo (como Francia, Italia y España), no hay un equivalente directo a un paramédico, ya que el SVA lo realizan los médicos. En los países de habla alemana, los paramédicos son asistentes de los médicos de ambulancia (llamados Notarzt). En estos países, si hay un médico presente, los paramédicos necesitan permiso del médico para administrar tratamientos como desfibrilación y fármacos. Si no hay un médico en el lugar y existe una situación de riesgo vital, pueden administrar tratamientos que sigan las instrucciones del médico.
En los países en los que el SEM está dirigido por paramédicos, el servicio de ambulancias puede seguir empleando médicos. Pueden trabajar en vehículos de respuesta especializados, como las ambulancias aéreas en el Reino Unido.También pueden asesorar y elaborar protocolos de tratamiento, con un director médico que actúa como asesor médico de mayor rango del servicio de ambulancias. En Estados Unidos, los SME se convirtieron en una subespecialidad oficialmente reconocida por la Junta Americana de Medicina de Emergencia en 2010, y los primeros exámenes se celebraron en 2013.Muchos estados recomiendan ahora la certificación de la junta de SME para los directores médicos de agencias de SME recién contratados.

## Especialistas en SME

### Ambulancias aéreas

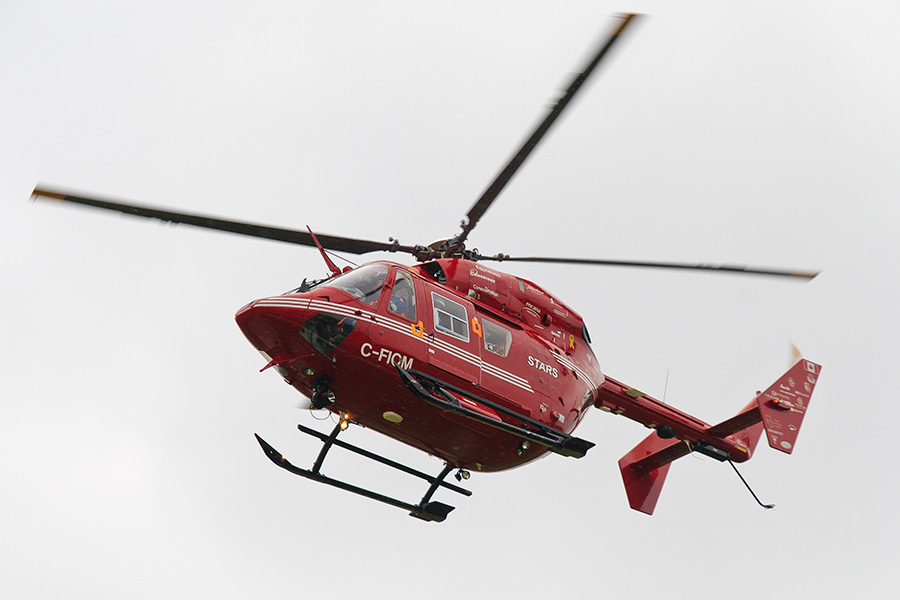
Un helicóptero ambulancia de STARS canadiense. Las ambulancias aéreas suelen contar con personal especialmente capacitado para tratar casos de traumatismos graves.

Las ambulancias aéreas (también conocidas como medevac) suelen complementar un servicio de ambulancia terrestre. En algunas zonas remotas, pueden incluso constituir el principal servicio de ambulancias. Al igual que muchas innovaciones en los SME, las aeronaves médicas se utilizaron por primera vez en el ejército. Uno de los primeros rescates aéreos de un herido del que se tiene constancia se produjo en 1917 en Turquía, cuando un soldado del Cuerpo de Camellos que había recibido un disparo en el tobillo fue trasladado al hospital en un de Havilland DH9. En 1928 se fundó en Australia el primer servicio médico aéreo civil para prestar asistencia sanitaria a los habitantes de zonas remotas del Outback. Este servicio se convirtió en el Royal Flying Doctor Service. El uso de helicópteros fue pionero en la Guerra de Corea, cuando el tiempo para llegar a un centro médico se redujo de 8 a 3 horas en la Segunda Guerra Mundial, y de nuevo a 2 horas en la Guerra de Vietnam.
Los aviones pueden viajar más rápido y operar en una zona de cobertura más amplia que una ambulancia terrestre. Tienen una ventaja especial para las lesiones traumáticas graves, sobre todo cuando se producen en zonas rurales o aisladas. La teoría bien establecida de la hora de oro sugiere que los pacientes con traumatismos graves deben ser transportados lo más rápidamente posible a un centro especializado en traumatismos. Por lo tanto, los primeros intervinientes médicos en un helicóptero pueden proporcionar tanto un mayor nivel de atención en el lugar de los hechos, como un transporte más rápido a un hospital especializadoy cuidados críticos durante el viaje.Una desventaja es que puede ser peligroso y potencialmente imposible que vuelen de noche o con mal tiempo.

### Táctico (zona peligrosa)

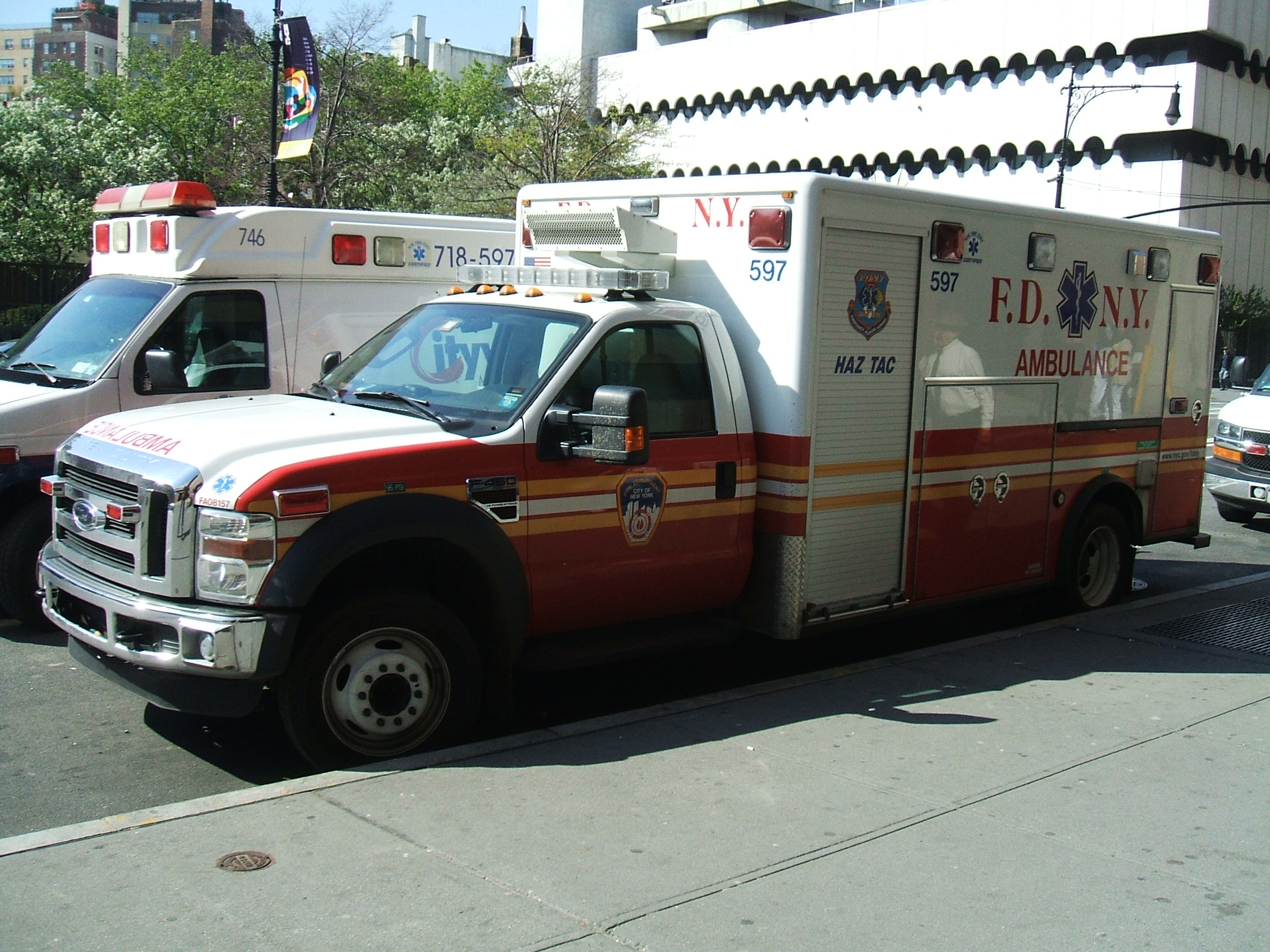
Ambulancia Haz-Tac del Departamento de Bomberos de la Ciudad de Nueva York

Algunos servicios de urgencias han creado equipos especializados para ayudar a los heridos en incidentes graves o situaciones peligrosas, como operaciones policiales tácticas, tiroteos, atentados con bomba, situaciones con materiales peligrosos, derrumbes de edificios, incendios y catástrofes naturales. En EE. UU., estos equipos se conocen como equipos tácticos de emergencias médicas y suelen desplegarse junto con los equipos SWAT de la policía.El equivalente en los servicios de ambulancias del Reino Unido es un equipo de respuesta en zonas peligrosas (HART, Hazardous Area Response Team).

### Zonas remotas
Se han desarrollado sistemas similares a los de los servicios médicos de urgencia en zonas remotas (Wilderness EMS-like systems, WEMS) para proporcionar respuestas médicas en zonas remotas, que pueden tener necesidades muy diferentes a las de una zona urbana. Algunos ejemplos son la Patrulla Nacional de Esquí o la Conferencia de Búsqueda y Rescate de los Apalaches (con base en EE. UU.). Al igual que los proveedores de SME tradicionales, todos los proveedores de servicios médicos de emergencia en zonas silvestres (WEM) deben seguir operando bajo supervisión médica en línea o fuera de línea. Para ayudar a los médicos en las habilidades necesarias para proporcionar esta supervisión, la Wilderness Medical Society y la National Association of EMS Physicians apoyaron conjuntamente el desarrollo en 2011 de un curso único de certificación "Wilderness EMS Medical Director", que fue citado por el Journal of EMS como una de las 10 principales innovaciones EMS de 2011.  Las habilidades que se enseñan en los cursos de WEMT que superan el alcance de la práctica de EMT-Básico incluyen cateterismo, administración de antibióticos, uso de dispositivos intermedios de vía aérea de inserción ciega (es decir, tubo laríngeo King), intubación nasogástrica y sutura simple; sin embargo, el alcance de la práctica para el WEMT sigue estando dentro del nivel de atención BLS. Existen multitud de organizaciones que ofrecen formación en WEMT, como escuelas privadas, organizaciones sin ánimo de lucro como el Appalachian Center for Wilderness Medicine y el Wilderness EMS Institute, cuerpos militares, escuelas universitarias y universidades, colaboraciones entre servicios de emergencias, universidades y hospitales, entre otros.

## Riesgos para la salud laboral en los SME

### Riesgos
La tasa de lesiones profesionales de los trabajadores de los SME es mayor que la de la población general. Los riesgos laborales de los profesionales sanitarios están bien estudiados y, en general, se aplican a los SME. Los riesgos laborales en los servicios médicos de urgencia incluyen lesiones por levantamiento de objetos, pacientes violentos, incidentes de transporte y exposiciones nocivas (exposición a ruidos fuertes, sustancias químicas y enfermedades infecciosas).
El Instituto Nacional de Seguridad y Salud Ocupacional (NIOSH) estableció que las lesiones/enfermedades más comunes de los clínicos de los SME son los esguinces/tensiones (41%) y las exposiciones (20%).El riesgo laboral con mayor índice de letalidad en los Servicios Médicos de Emergencia son los accidentes de ambulancias terrestres y aéreas.Los accidentes son poco frecuentes y las lesiones por accidentes representan menos del 8% de las lesiones de los clínicos de los SME.

### Mitigación de riesgos
En EE. UU., la OSHA y el NIOSH, asociado a los CDC, han publicado directrices para proteger a los trabajadores de los SME de los riesgos laborales que presentan los requisitos del trabajo. Estas directrices incluyen prácticas de higienización, requisitos de EPI y protocolos de fatiga. Facetas fundamentales de la seguridad, como proporcionar a los trabajadores funciones claras y una comunicación clara de las expectativas para desalentar la asunción de riesgos y fomentar prácticas seguras, son esenciales para minimizar los riesgos laborales.
Las lesiones por sobreesfuerzo pueden evitarse con el entrenamiento del tronco, el aumento de la flexibilidad y la mejora de la resistencia muscular.  La exposición a riesgos químicos, biológicos, sensoriales y físicos puede mitigarse con un mayor uso del EPP[6]. Los riesgos psicosociales, como el estrés laboral y la exposición a la violencia o los traumas, pueden gestionarse con recursos de apoyo entre compañeros para los intervinientes en emergencias que sufren efectos en su salud mental. La mayoría de los estados (80%) han establecido programas independientes de información y gestión del estrés postraumático (CISD/M) que entran en acción cuando un incidente se considera especialmente traumático. Las lesiones y muertes relacionadas con el transporte pueden reducirse al mínimo con mejores programas y protocolos de formación de los conductores.

## Organización en distintos países
- Servicios médicos de urgencia en Francia
- Servicios médicos de emergencia en el Reino Unido